# Arco di Trionfo (Parigi)
L'Arco di Trionfo è un importante monumento di Parigi. Si trova alla fine di viale dei Campi elisi, al centro di piazza Charles de Gaulle, anticamente chiamata piazza della Stella (in francese place de l'Étoile). Il monumento fu voluto da Napoleone Bonaparte per celebrare la vittoria nella battaglia di Austerlitz.

## Storia
Napoleone Bonaparte, dopo la battaglia di Austerlitz, disse ai soldati che con lui avevano combattuto: "si tornerà alle vostre case solo sotto archi di trionfo" ed infatti un famoso decreto imperiale datato 18 febbraio 1806 ordinò la costruzione di un arco trionfale dedicato appunto alle vittorie conseguite dall'esercito francese. Nell'intento dell'imperatore, la realizzazione dell'arco era il punto di partenza per un grande viale che avrebbe congiunto il Louvre alla Piazza della Bastiglia.

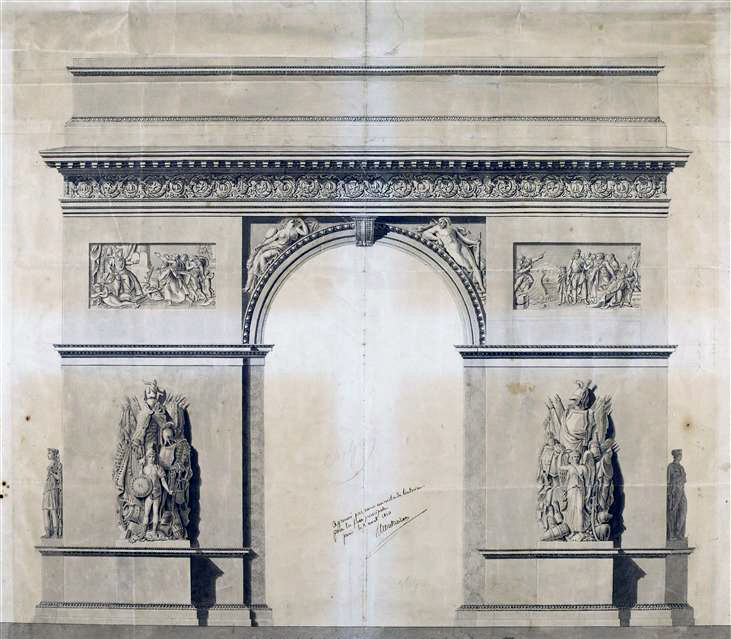
Progetto di Jean Chalgrin.

Per la progettazione del monumento, l'architetto Jean Chalgrin entrò in concorrenza con il collega Jean-Arnaud Raymond, al punto che tra i due non fu possibile una collaborazione. Il ministero quindi scelse solo Chalgrin per la realizzazione del monumento, e la prima pietra venne posta il 15 agosto 1806, ma le sole fondamenta richiesero due anni di lavoro e nel 1810 i quattro pilastri erano ancora alti appena un metro. In occasione del suo matrimonio con l'arciduchessa Maria Luisa d'Austria, l'imperatore volle che lo stesso Chalgrin costruisse un modello in scala con stucchi e tele dipinte per ricreare così il progetto definitivo, intenzionato a mostrare alla consorte la grandiosità dell'opera da lui voluta. L'architetto morì improvvisamente nel 1811, seguito otto giorni dopo dal suo collega Raymond.
Tra le prime sconfitte napoleoniche (Campagna di Russia del 1812), e gli eventi del 1814, la costruzione dell'Arco di Trionfo venne ripresa e interrotta due volte, per poi venire addirittura abbandonata sotto la Restaurazione: Luigi XVIII infatti non riprese i lavori che nel 1824, anno della sua morte, con gli architetti Louis-Robert Goust, Jean-Nicolas Huyot e poi Louis-Étienne Héricart de Thury. Nel 1830 Luigi Filippo decise di riprendere l'idea iniziale di Napoleone, ma con un nuovo spirito di riconciliazione, attribuendo allo stesso monumento la celebrazione di tutti coloro che combatterono per la Francia tra il 1792 ed il 1815, che fossero rivoluzionari, monarchici o imperiali.
L'Arco di Trionfo è stato classificato tra i monumenti storici della Francia dal 6 febbraio 1896.

## Un simbolo storico

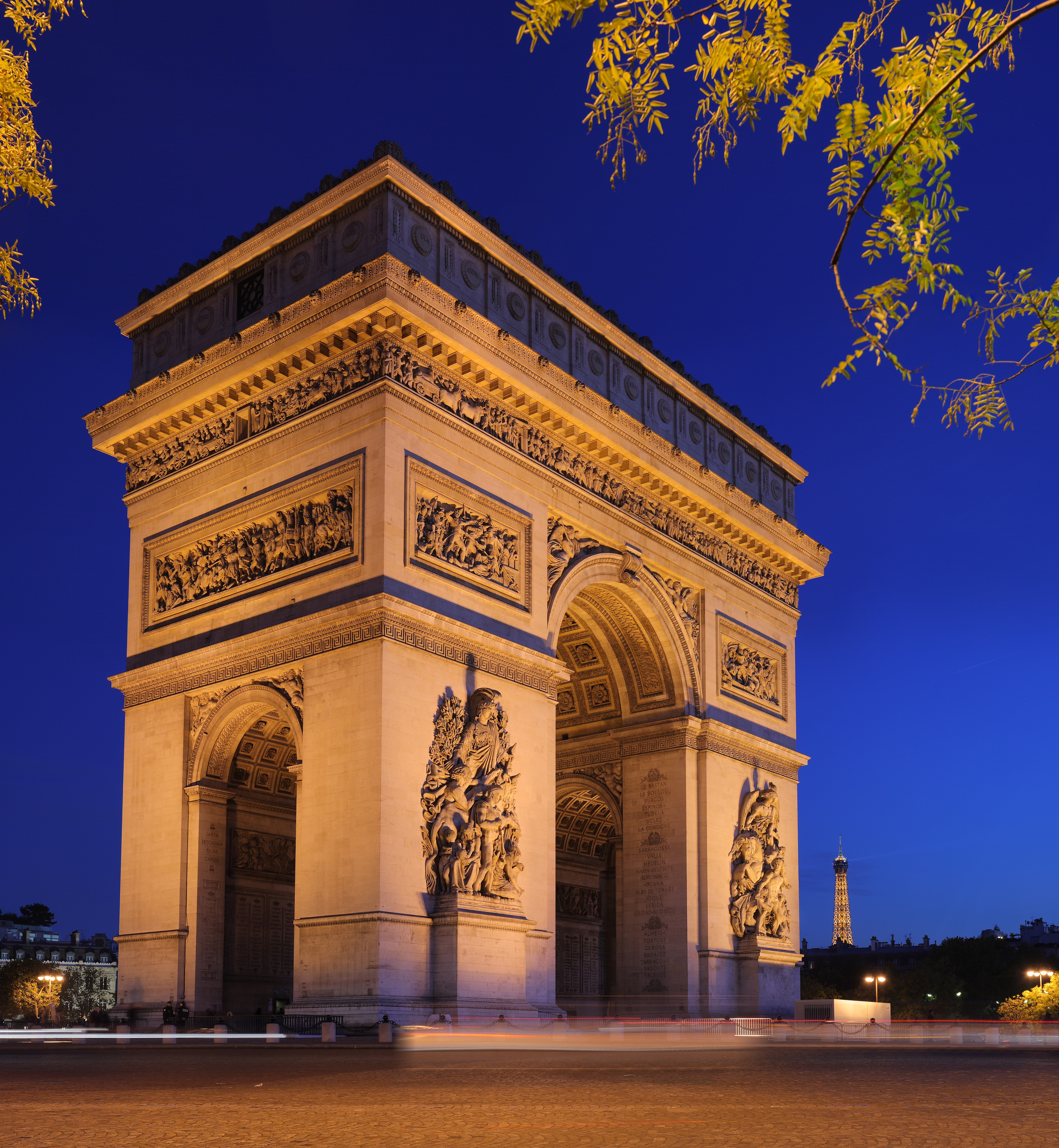
L'Arco di Trionfo di Parigi.

L'Arco di Trionfo si ispira all'Arco di Tito nel Foro Romano a Roma. Il monumento ha un'altezza di 50 metri, una larghezza di 45 e una profondità di 22 metri, e ciò ne fa il secondo arco di trionfo in ordine di grandezza, dopo quello costruito in Corea del Nord nel 1982 in occasione del settantesimo compleanno di Kim Il-sung. Le pareti interne dell'arco espongono i nomi di 660 generali francesi; alcuni di questi nomi sono sottolineati per indicare che morirono in battaglia.

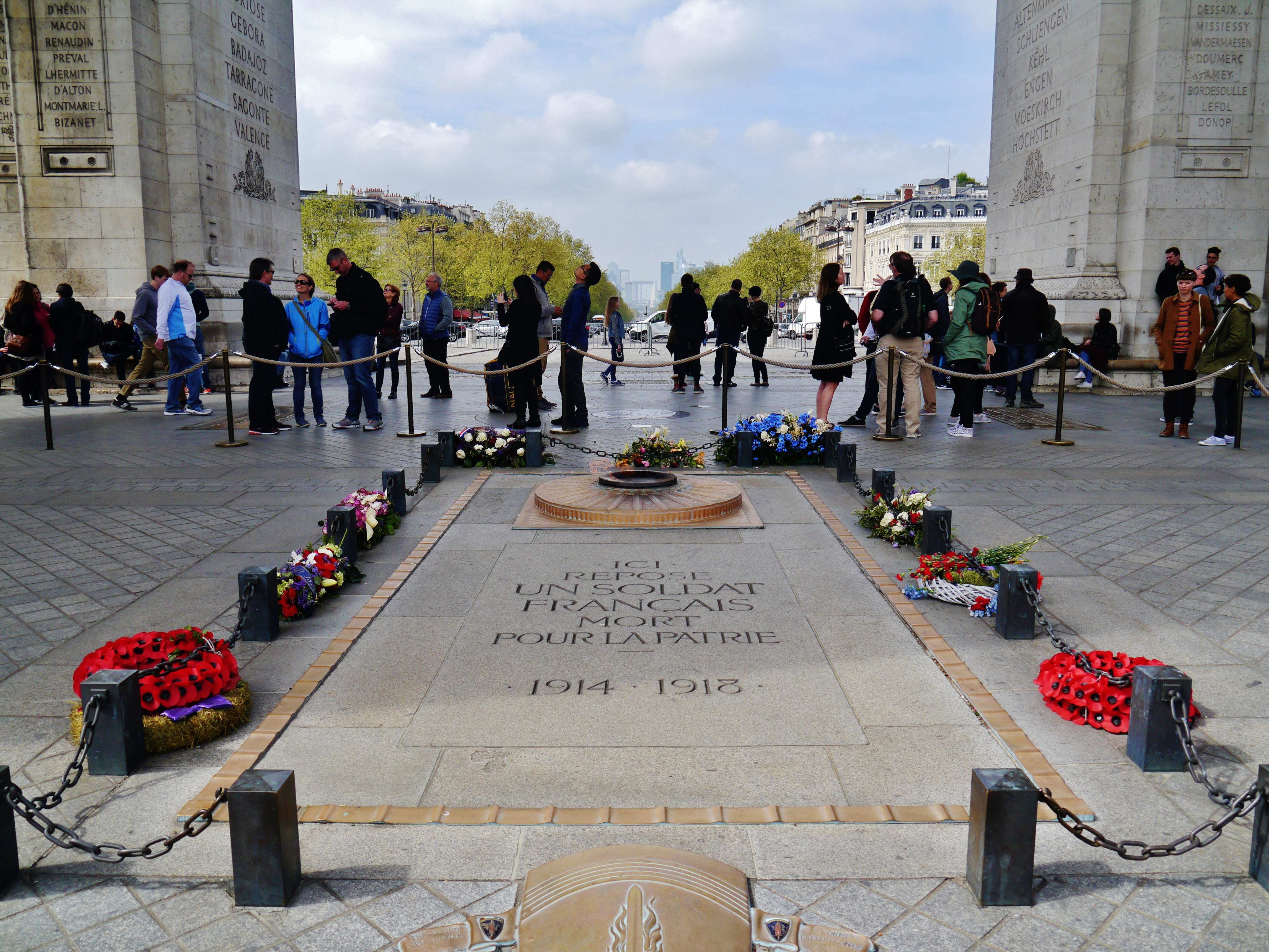
La tomba del Milite Ignoto e la fiamma perenne della memoria alla base dell'Arco di Trionfo di Parigi.

Alla base dell'Arco di Trionfo, venne posta nel 1920 la tomba del Milite Ignoto e una fiamma perenne, in memoria dei morti della prima guerra mondiale mai identificati. Sulla tomba è inciso l'epitaffio: "Ici repose un soldat français mort pour la Patrie, 1914-1918." ("Qui riposa un soldato francese morto per la Patria, 1914-1918."). Dal 1945 in poi, la tomba è stata dedicata anche alla memoria dei morti della seconda guerra mondiale. Ogni 11 novembre viene eseguita una cerimonia ufficiale, anniversario dell'armistizio del 1918 tra Francia e Germania.
Alla base di ognuna delle colonne dell'arco vi è una scultura allegorica: Il Trionfo del 1810 di Jean-Pierre Cortot, La Resistenza e La Pace entrambe di Antoine Étex e La partenza dei volontari del 1792 comunemente chiamata La Marseillaise di François Rude.
Ogni sera alle 18:30 i membri dell'Associazione dei Combattenti o delle Vittime di Guerra ravvivano la fiamma. Questo accade fin dal 1923, anno dell'accensione, e anche il 14 giugno del 1940, giorno in cui l'armata tedesca entrò a Parigi e sfilò in Place de l'Étoile, alcuni ufficiali autorizzarono l'operazione. L'associazione "La Flamme sous l'Arc de Triomphe", che raggruppa 41 membri di tutte le nazionalità, organizza la cerimonia per accogliere le associazioni che, a loro volta, vengono a ravvivare la fiamma della memoria.
Il Tour de France, dal 1975, si conclude sotto l'Arco di Trionfo.

## I rilievi e le sculture
- I quattro altorilievi più importanti rappresentano:
  - La partenza dei volontari del 1792 (detta anche La Marsigliese), altorilievo in stile romantico dello scultore François Rude. Questo altorilievo rappresenta l'assemblamento di tutti i francesi per difendere la nazione in armi. L'insieme dei soldati rappresentati raduna tutti i combattenti insieme: rivoluzionari, bonapartisti e realisti, giovani e vecchi. Davanti a tutti sta la Vittoria che li guida;[2]
  - Il trionfo del 1810, di Jean-Pierre Cortot;
  - La resistenza del 1814, di Antoine Étex;
  - La pace del 1815, di Antoine Étex.

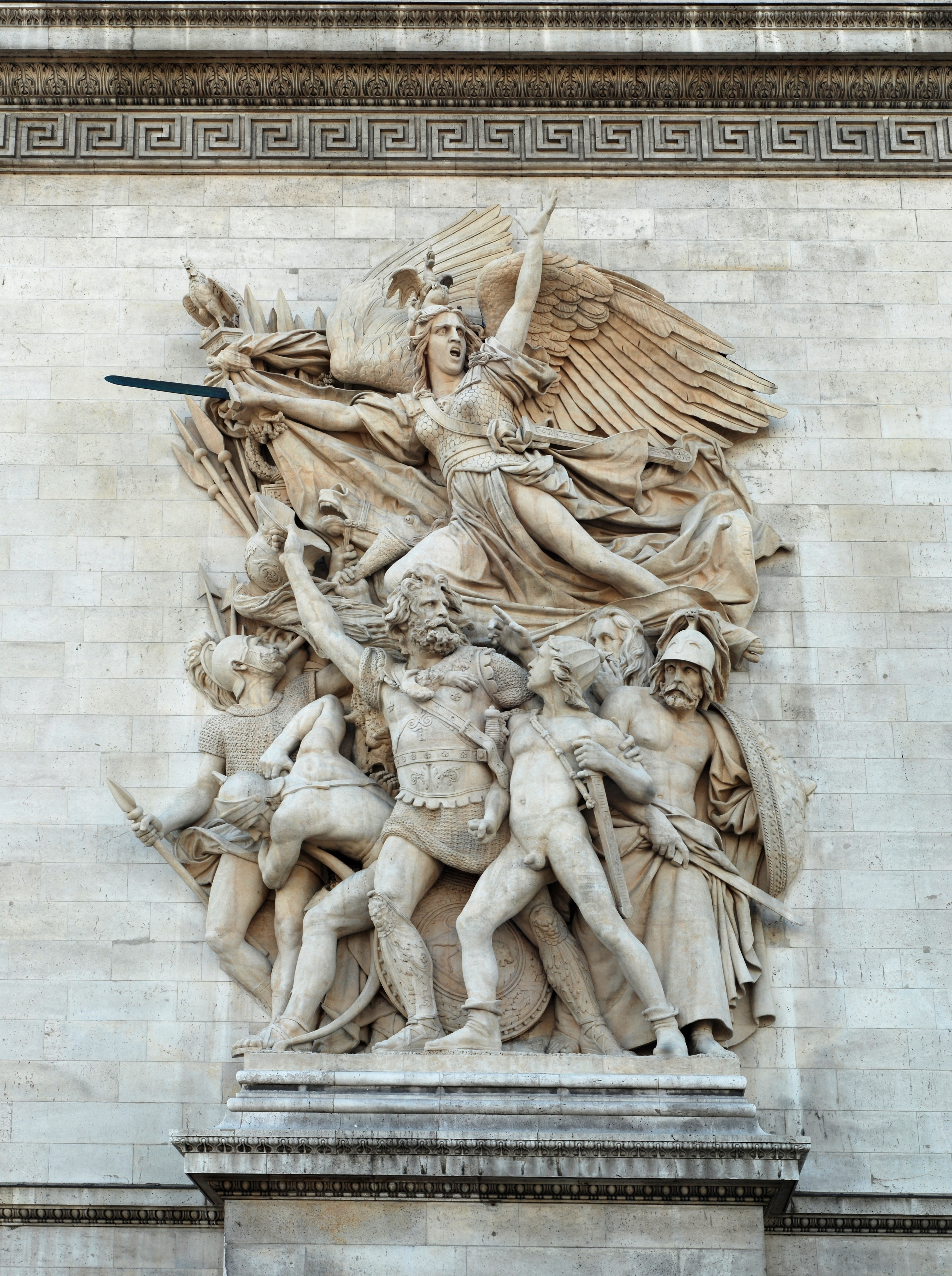
La partenza dei volontari del 1792 (La Marseillaise).
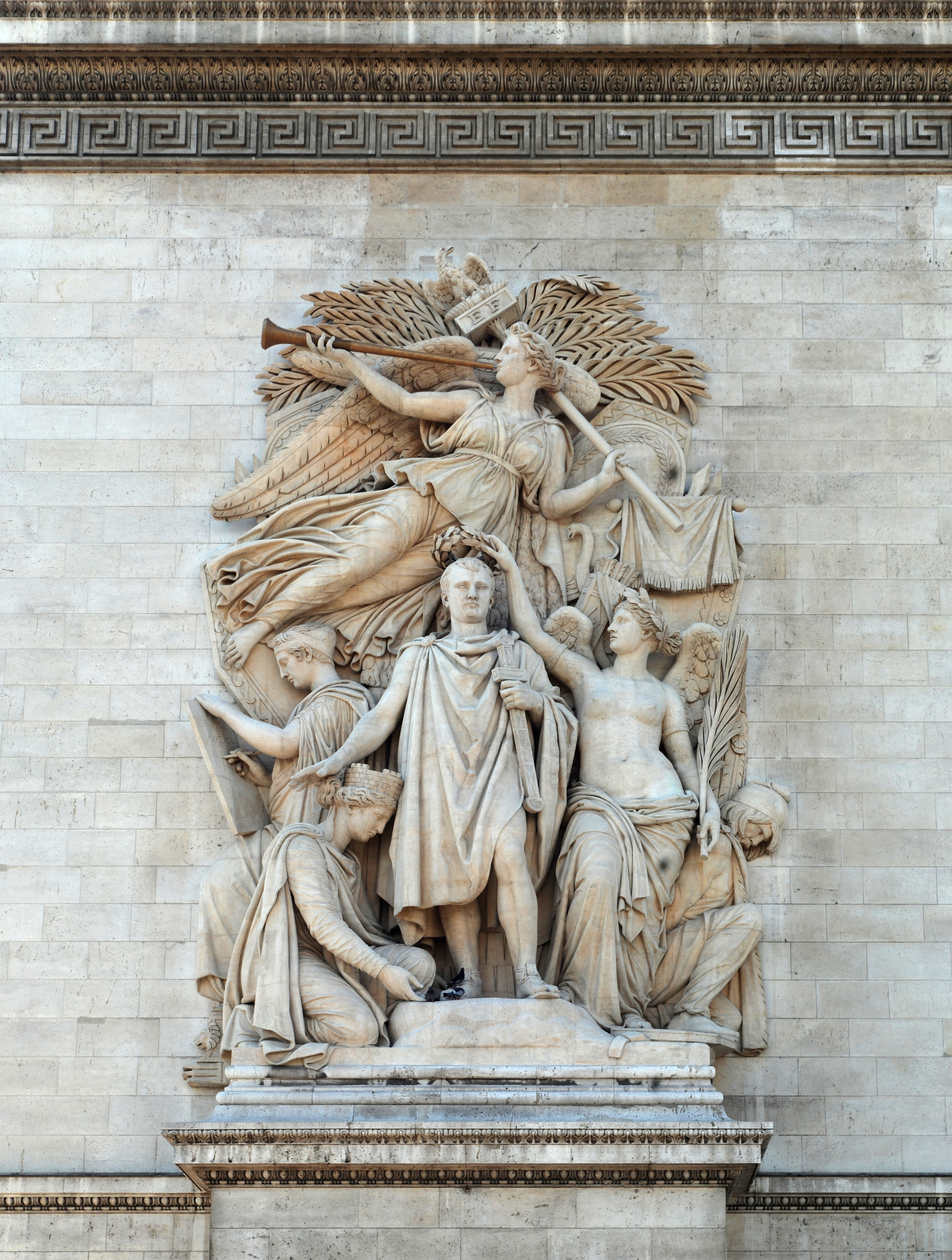
Il trionfo del 1810.
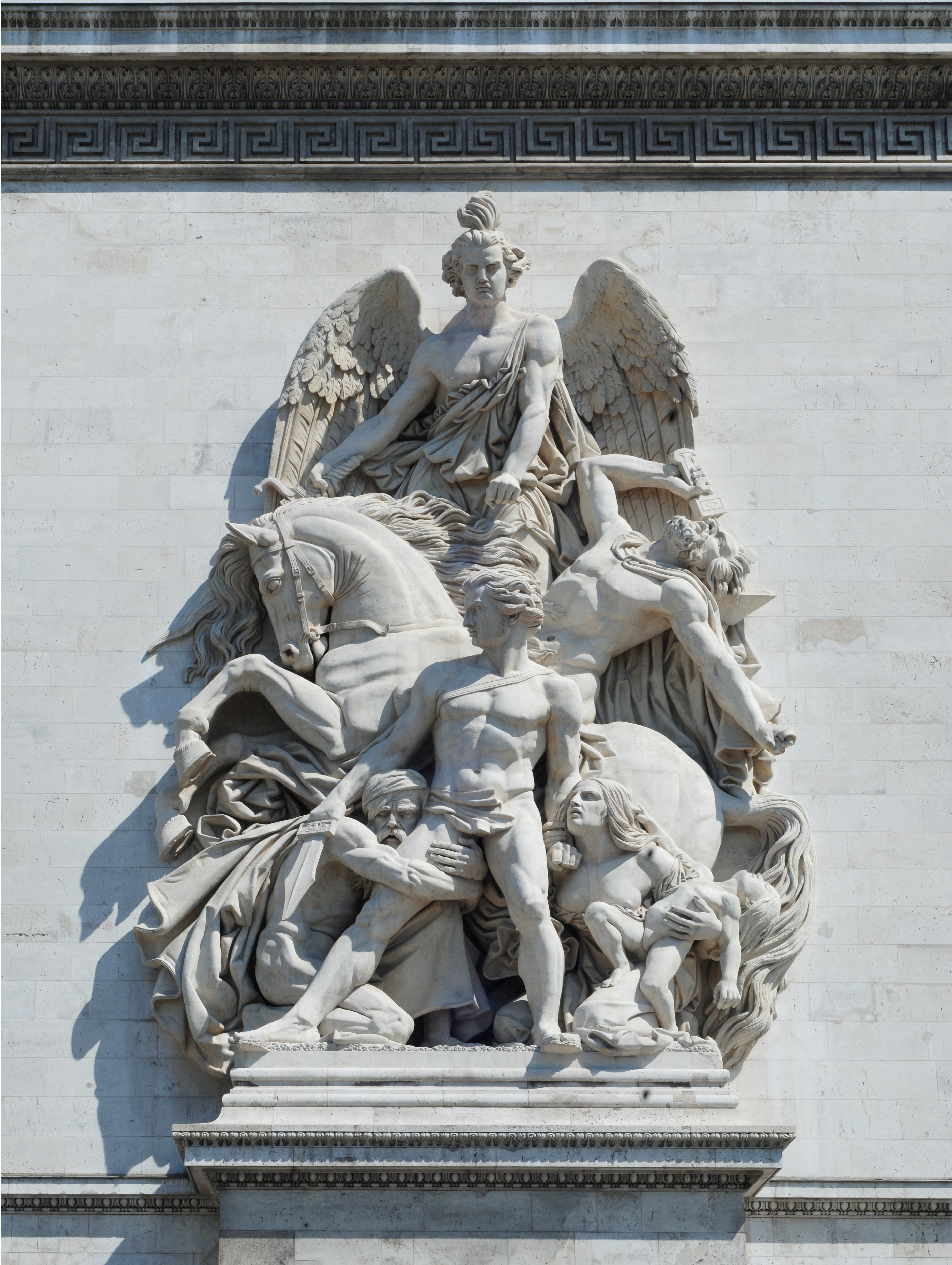
La resistenza del 1814.
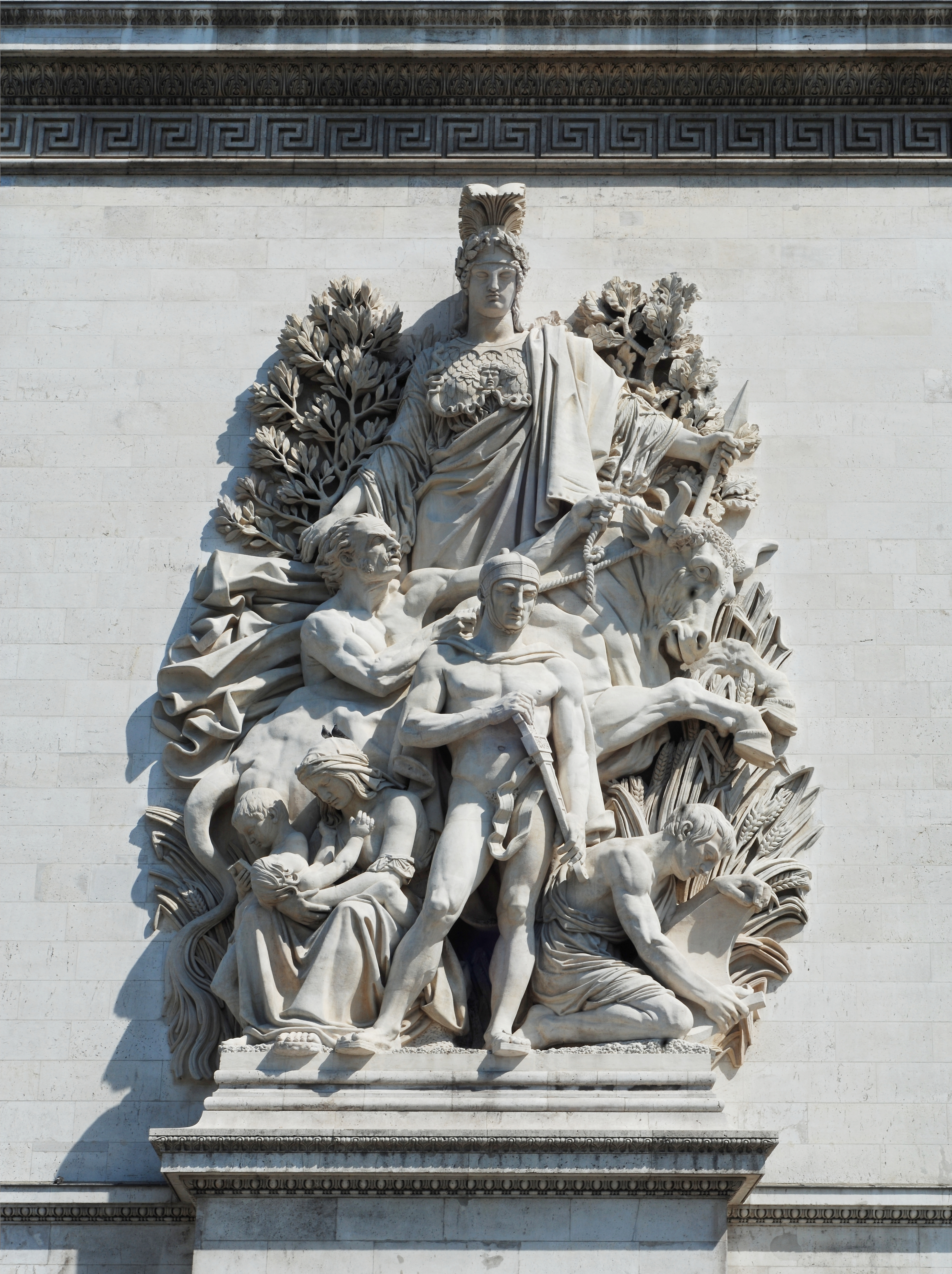
La pace del 1815.

- Sei bassorilievi si trovano sulle quattro facciate dell'arco e ritraggono scene della rivoluzione e dell'impero. Essi sono in numero di sei dal momento che in corrispondenza delle aperture arcuate i bassorilievi sono spezzati in due:
  - I funerali del generale Marceau il 21 settembre 1796, di Henri Lemaire (facciata sud, a destra);
  - La Battaglia di Abukir del 25 luglio 1799, di Bernard Seurre (facciata sud, a sinistra);
  - La Battaglia di Jemappes del 6 novembre 1792, di Carlo Marochetti (facciata est);
  - Il passaggio del ponte di Arcole il 15 novembre 1796, di Jean-Jacques Feuchère (facciata nord, a destra);
  - La Presa di Alessandria il 3 luglio 1798, di John-Étienne Chaponnière (facciata nord, a sinistra);
  - La Battaglia di Austerlitz il 2 dicembre 1805, di Théodore Gechter (facciata ovest).

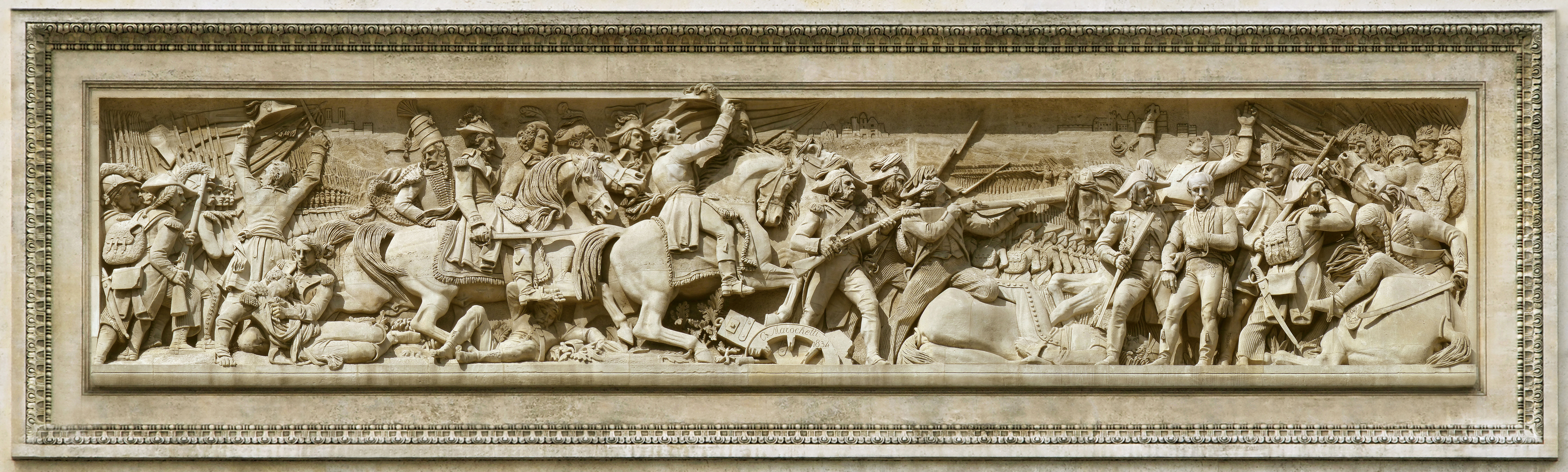
La Battaglia di Jemappes del 6 novembre 1792.
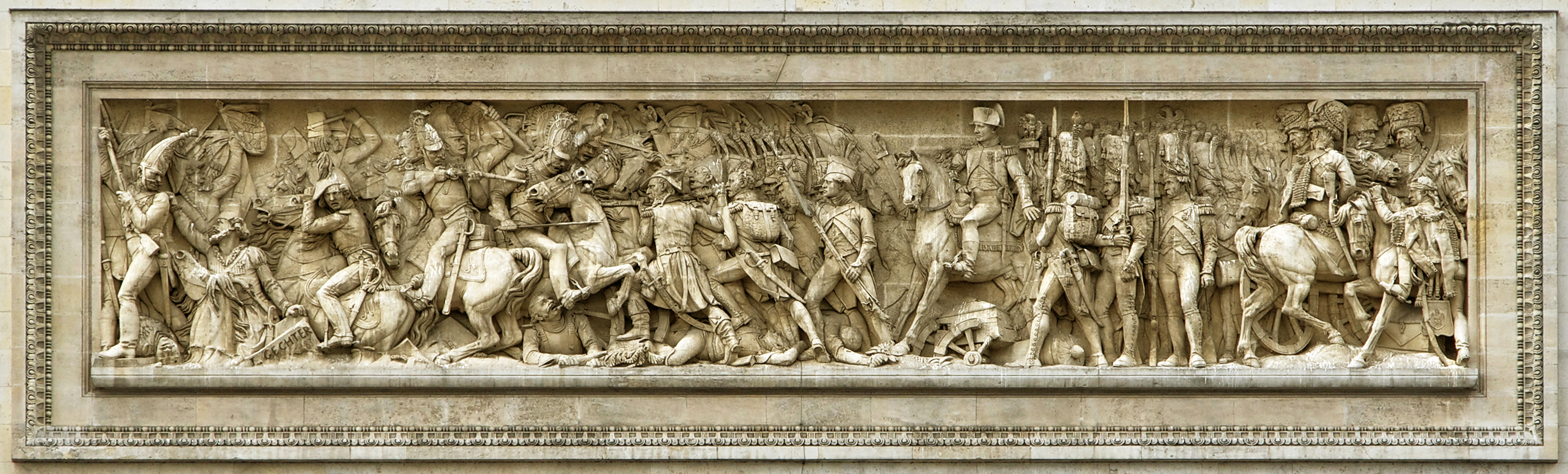
La Battaglia di Austerlitz il 2 dicembre 1805.

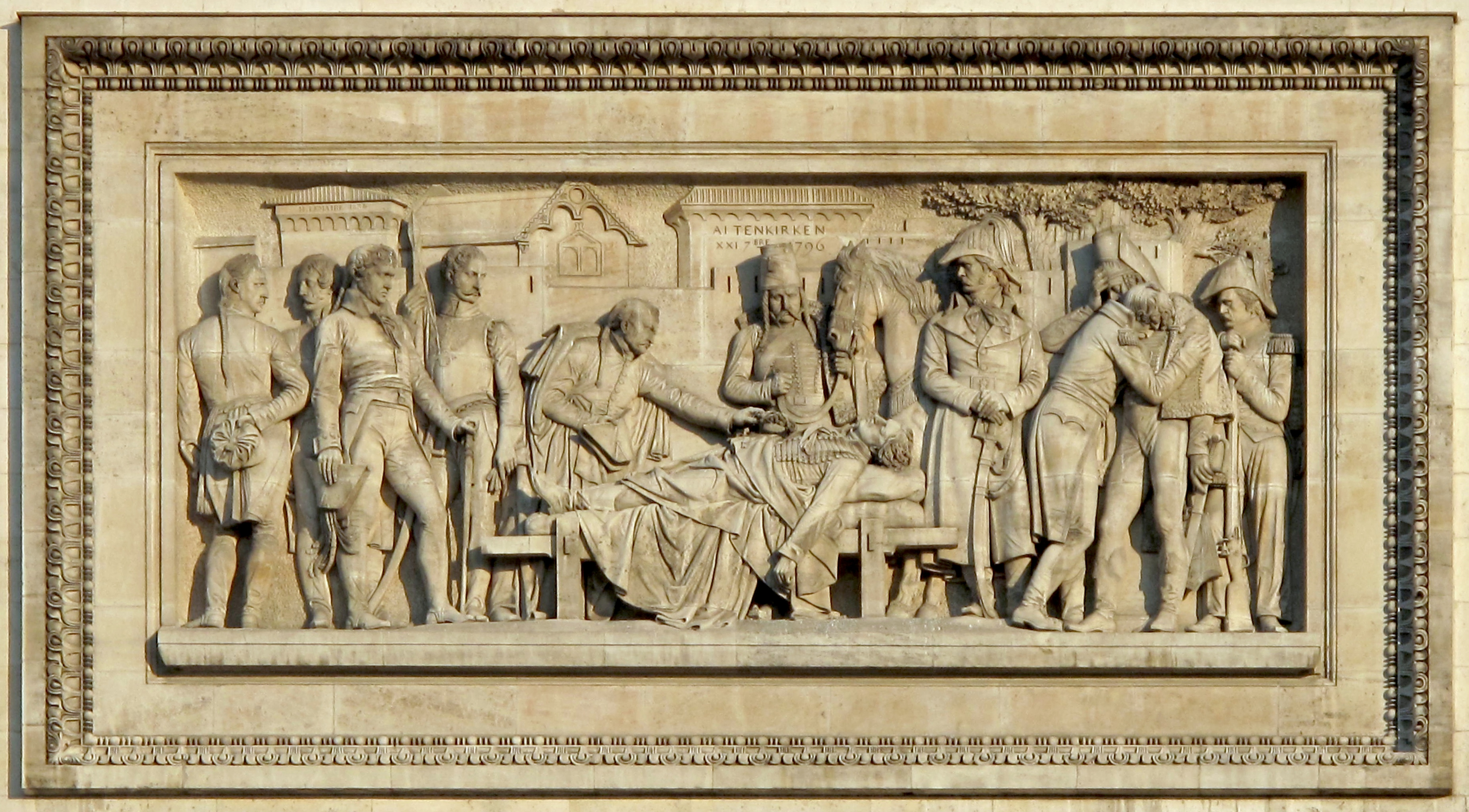
I funerali del generale Marceau il 21 settembre 1796.
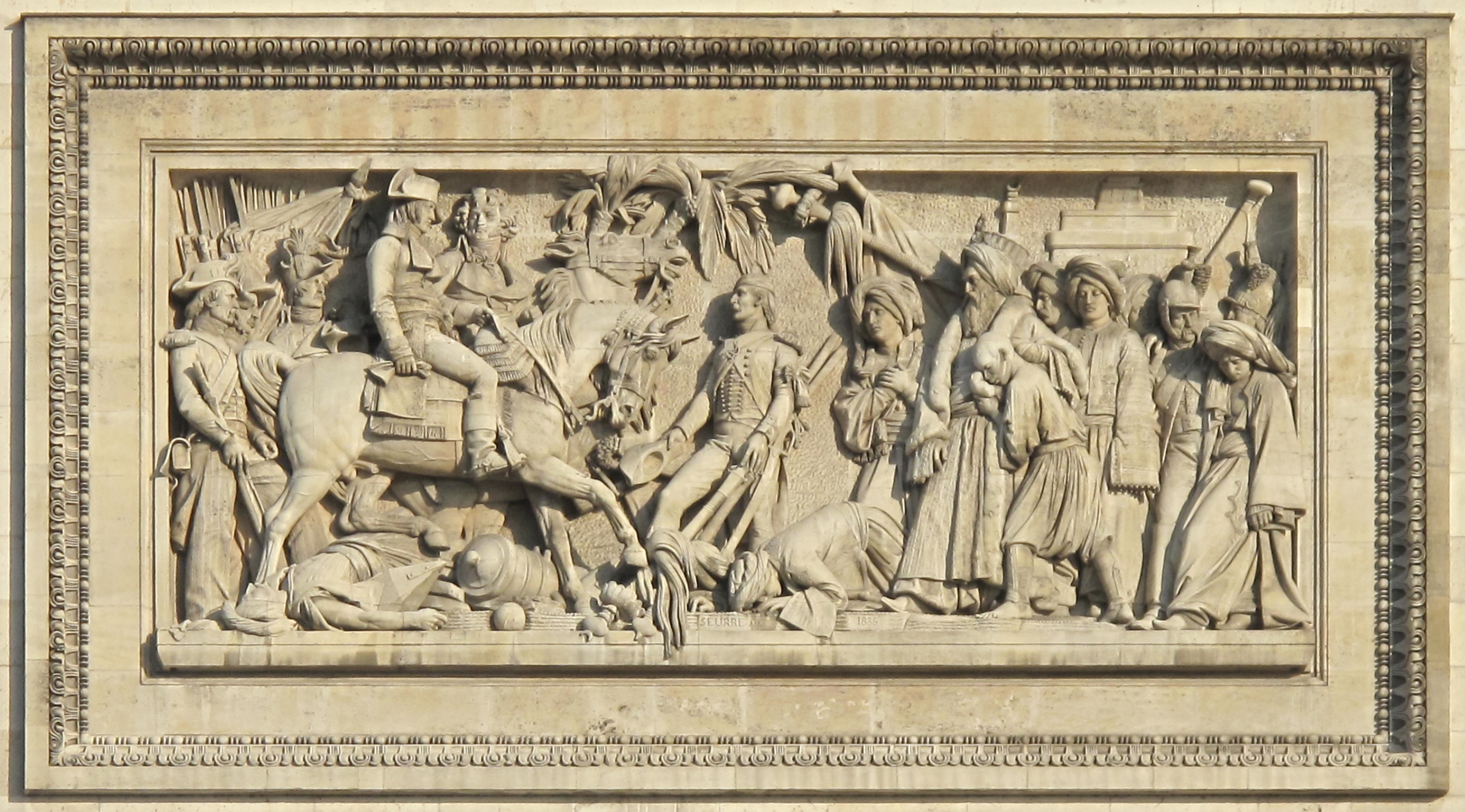
La Battaglia di Abukir del 25 luglio 1799.
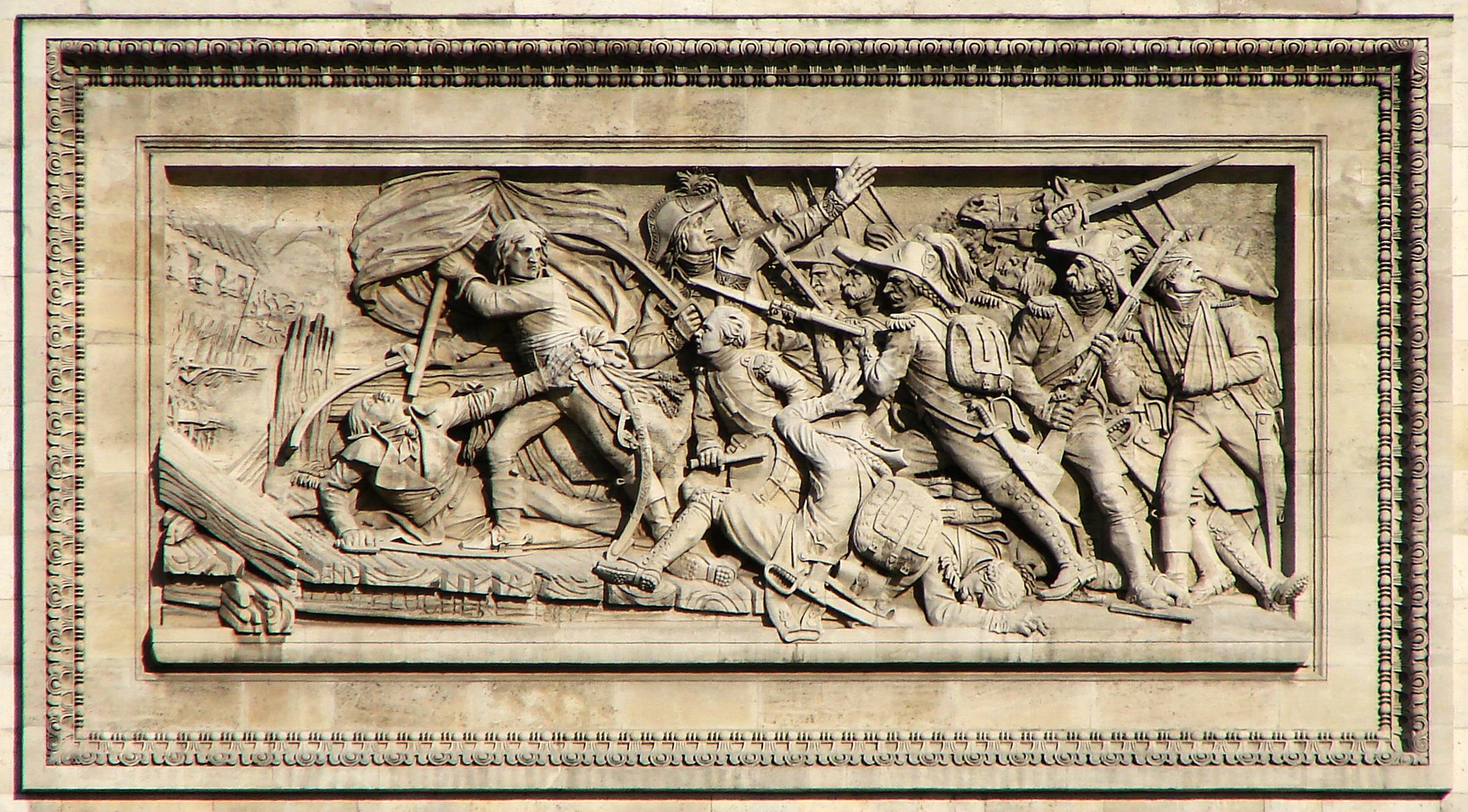
Il passaggio del ponte di Arcole il 15 novembre 1796.
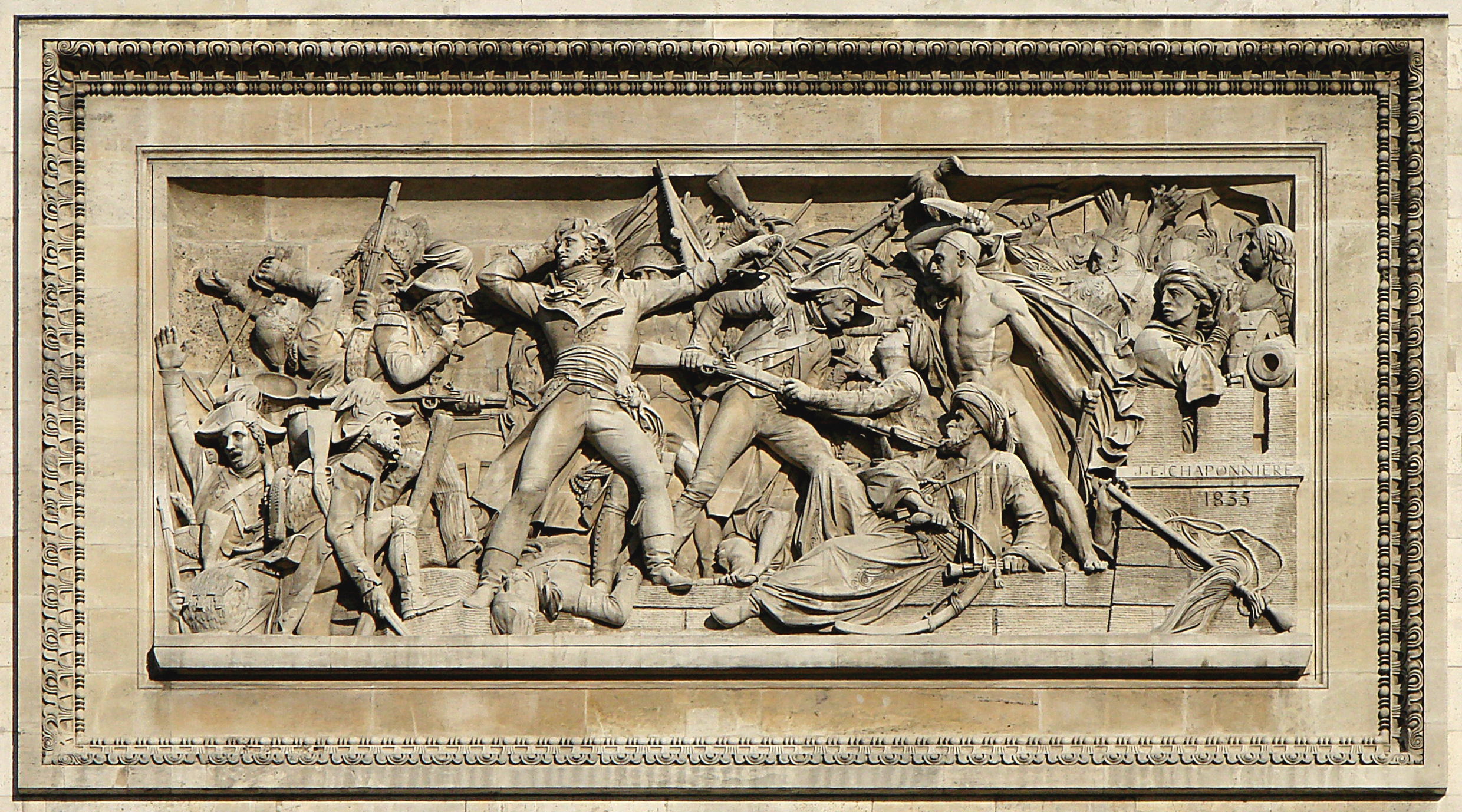
La Presa di Alessandria il 3 luglio 1798.

- L'attico è ornato da 30 scudi con gladi. Sotto gli scudi sono incisi i nomi delle grandi battaglie della rivoluzione e dell'impero:

Valmy, Jemappes, Fleurus, Montenotte, Lodi, Castiglione, Rivoli, Arcole, Piramidi, Abukir, Alkmaer, Zurigo, Heliopolis, Marengo, Hohenlinden, Ulma, Austerlitz, Jena, Friedland, Somosierra, Essling, Wagram, Moskova, Lützen, Bautzen, Dresda, Hanau, Montmirail, Montereau e Ligny.

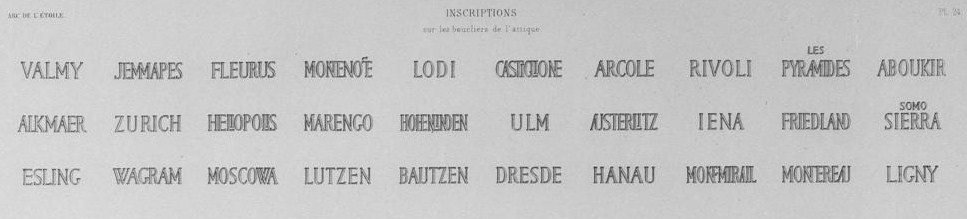
Nomi delle battaglie incise sotto gli scudi (notare i dettagli calligrafici d'epoca).

- Il bassorilievo del fregio del grande basamento superiore gira attorno a tutto il monumento: Esso rappresenta:
  - La partenza dell'esercito, di Joseph-Silvestre Brun, Georges Jacquot e Laité. Su questo fregio è possibile vedere la rappresentazione delle più importanti personalità della rivoluzione e dell'impero. Da sinistra a destra si distinguono Chenier, Moitte, Roland, Me Roland, Penthièvre, Marceau, Hoche, Soult, Carnot, Cambronne, Joubert, Latour d'Auvergne, Championnet, Jourdan, Beurnonville, La Fayette, Sieyes, il duca d'Orléans, Bailly, il duca di Borbone, Talleyrand, Mirabeau, Custine, Foy, Desaix, il duca di Chartres, Masséna, Kléber, Houchard, Kellermann, Daboville, Lefebvre, Augereau, Dumouriez, Miranda, Gouvion St Cyr, Eugène e Joséphine de Beauharnais, David, Gossec, Rouget de l'Isle.
  - Il ritorno dell'esercito, di Louis-Denis Caillouette, François Rude e Bernard Seurre.
- Le grandi arcate sono decorate da figure allegoriche che rappresentano personaggi della mitologia romana, realizzate dallo scultore James Pradier.

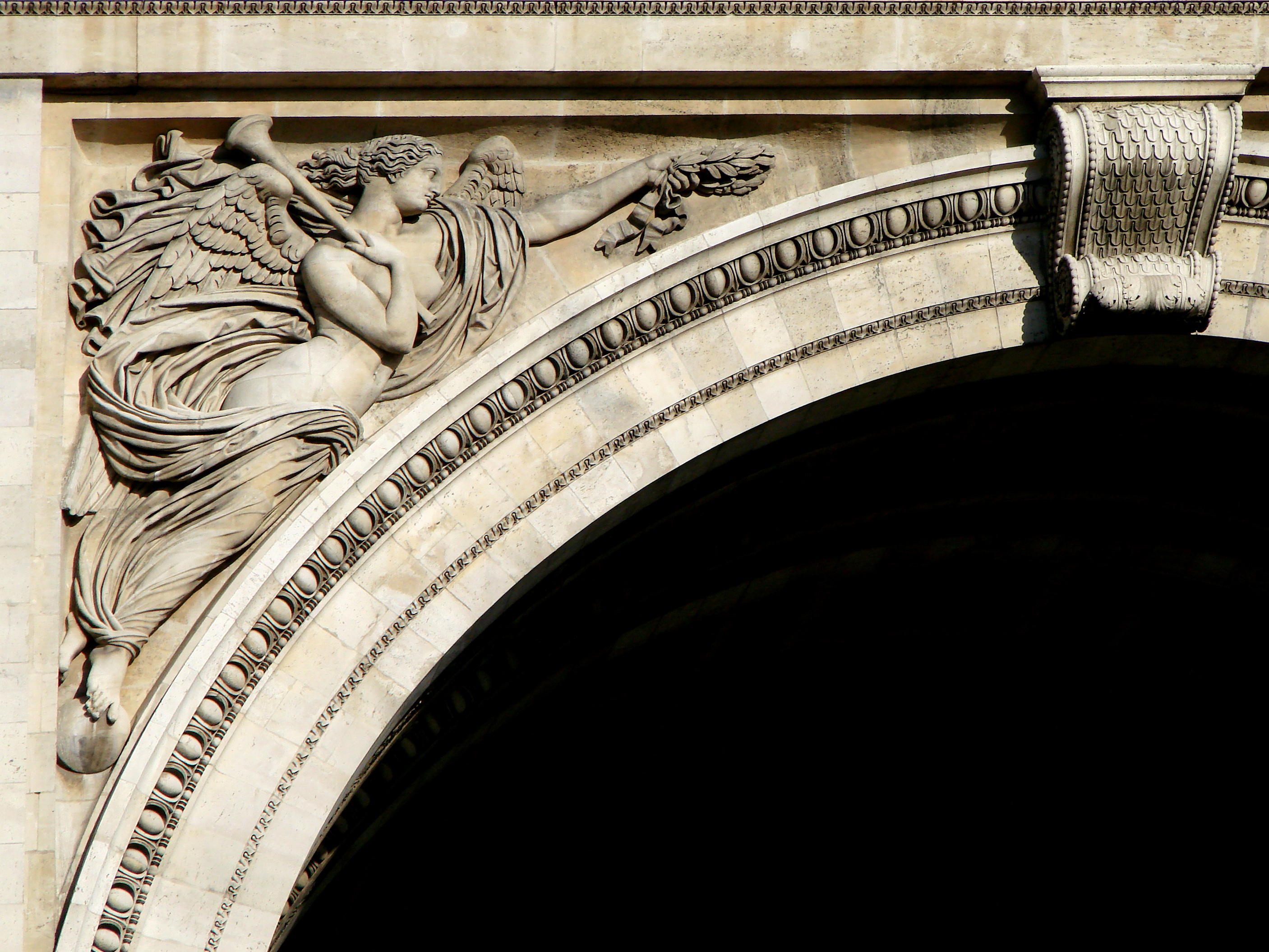
Figura allegorica.
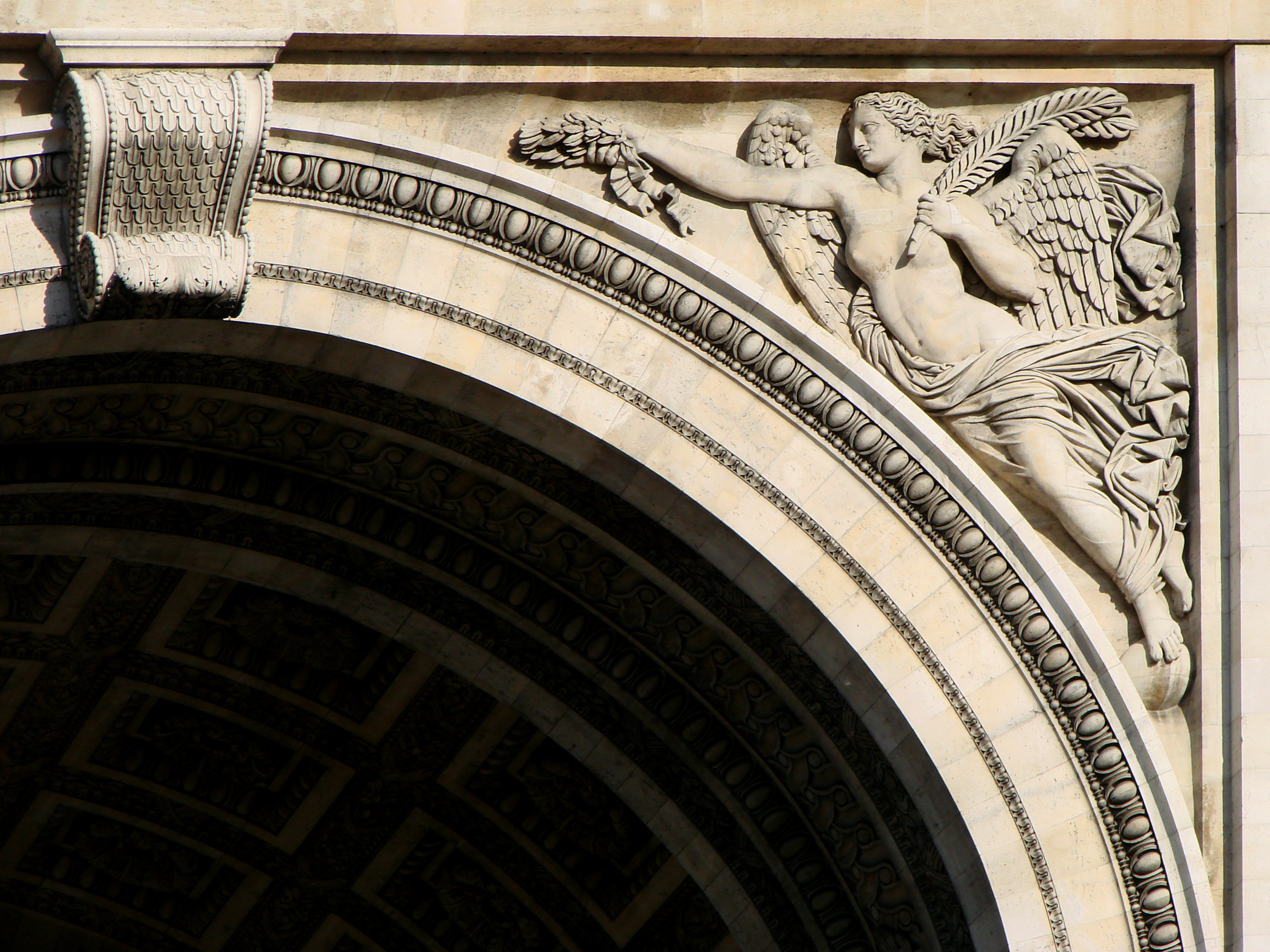
Figura allegorica.
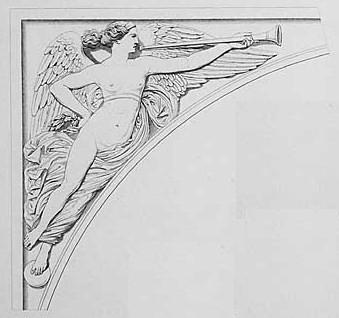
Figura allegorica.
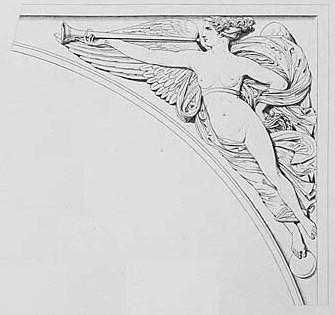
Figura allegorica.

- Sulle facce interiori dei pilasti delle grandi arcate, sono incisi i nomi delle grandi battaglie della rivoluzione e dell'impero.

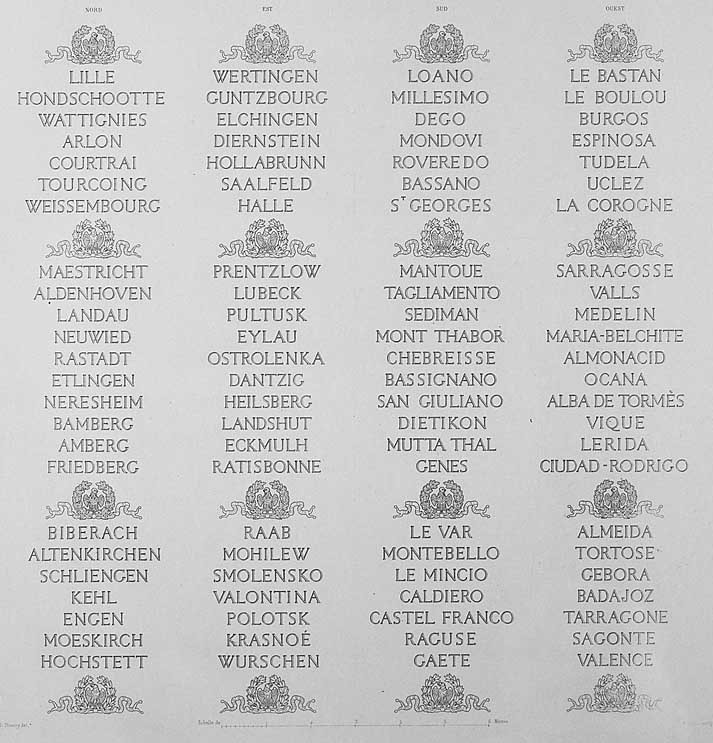
Nomi delle battaglie incise sulle grandi arcate (si notino i separatori decorati).

- Le piccole arcate sono decorate da figure allegoriche che rappresentano i corpi principali dell'esercito: La fanteria di Théophile Bra, La cavalleria di Achille-Joseph-Étienne Valois, L'artiglieria di Jean-Baptiste Joseph Debay e La marina di Charles Émile Seurre.

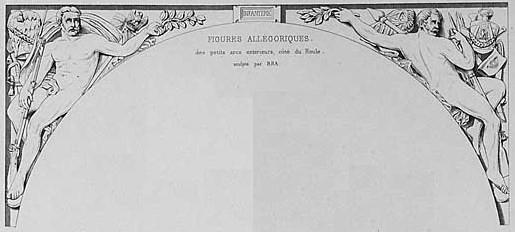
Figura allegorica rappresentante La fanteria.
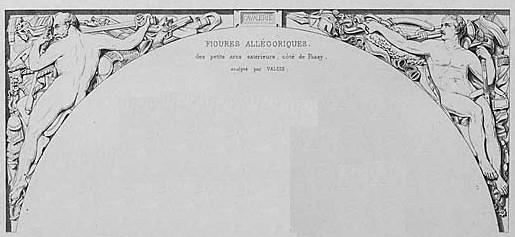
Figura allegorica rappresentante La cavalleria.
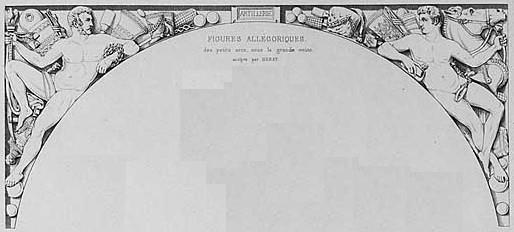
Figura allegorica rappresentante L'artiglieria.
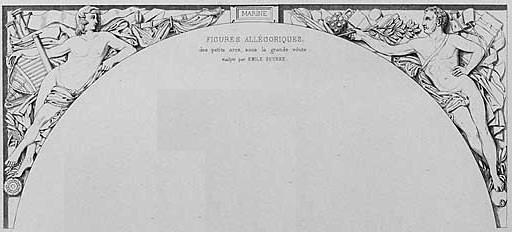
Figura allegorica rappresentante La marina.

- Sulle facciate interne delle piccole arcate sono incisi i nomi delle personalità di rilievo della rivoluzione e dell'impero. I nomi dei morti in combattimento sono sottolineati.

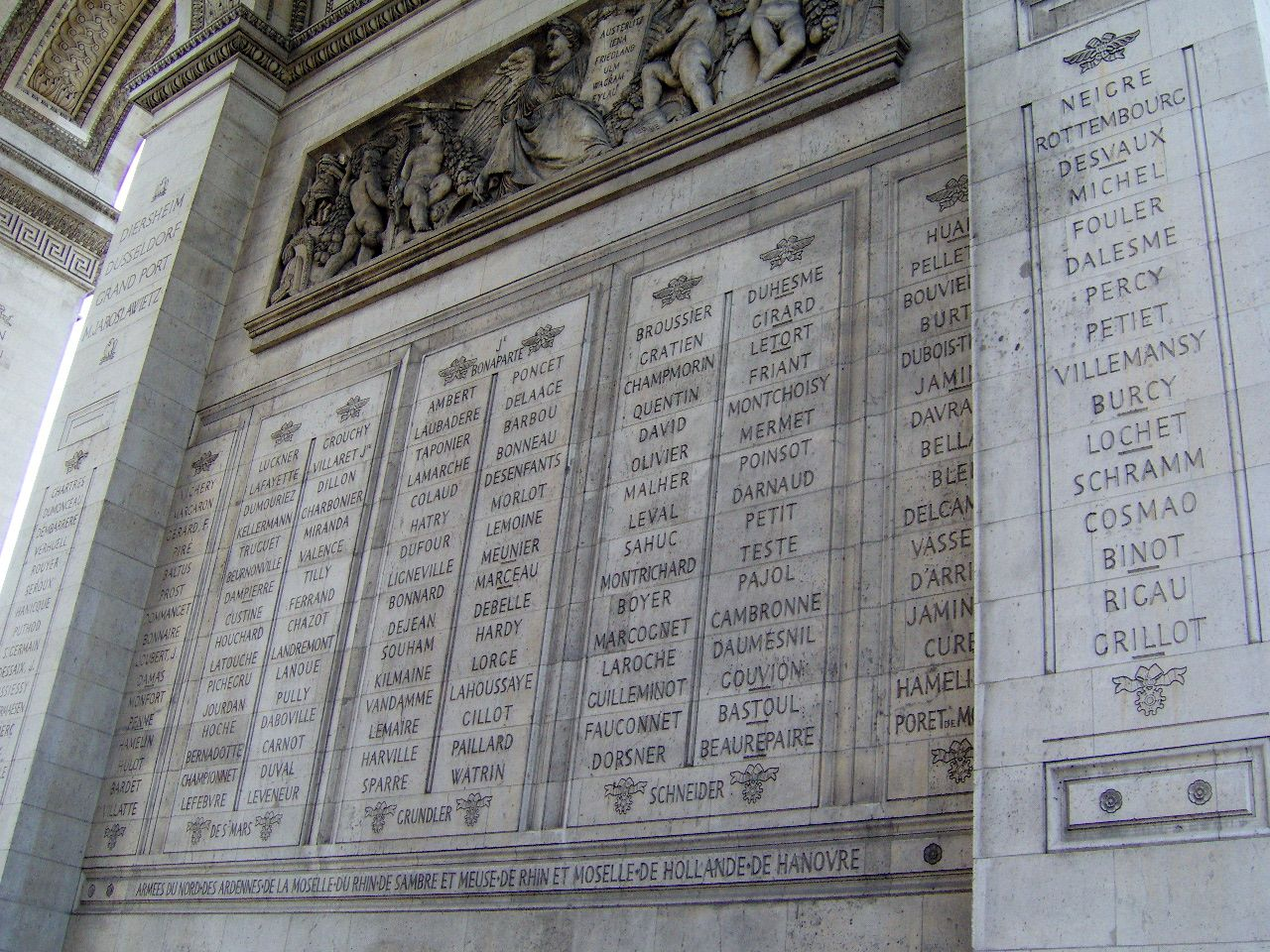
Pilastro nord.
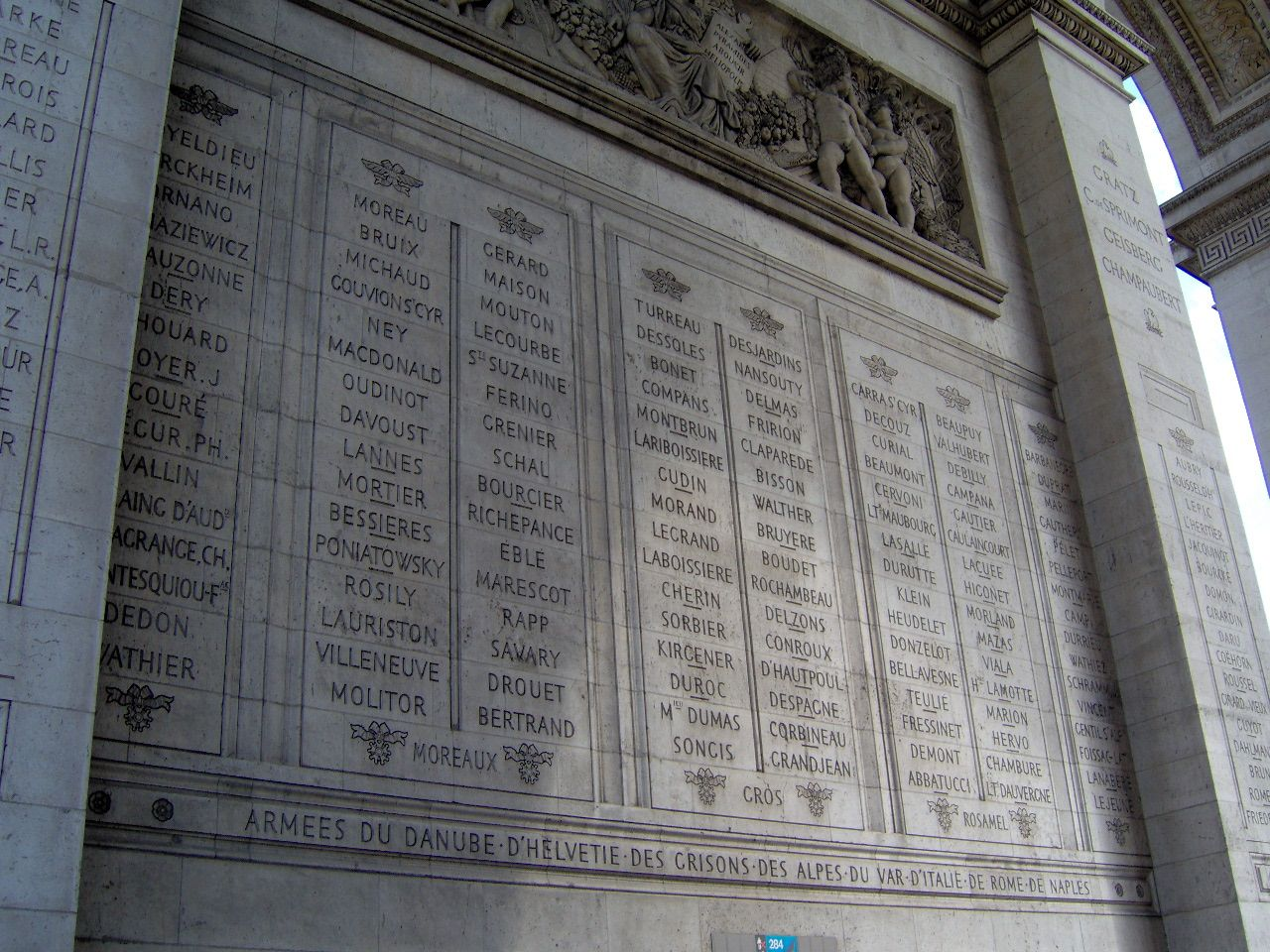
Pilastro est.
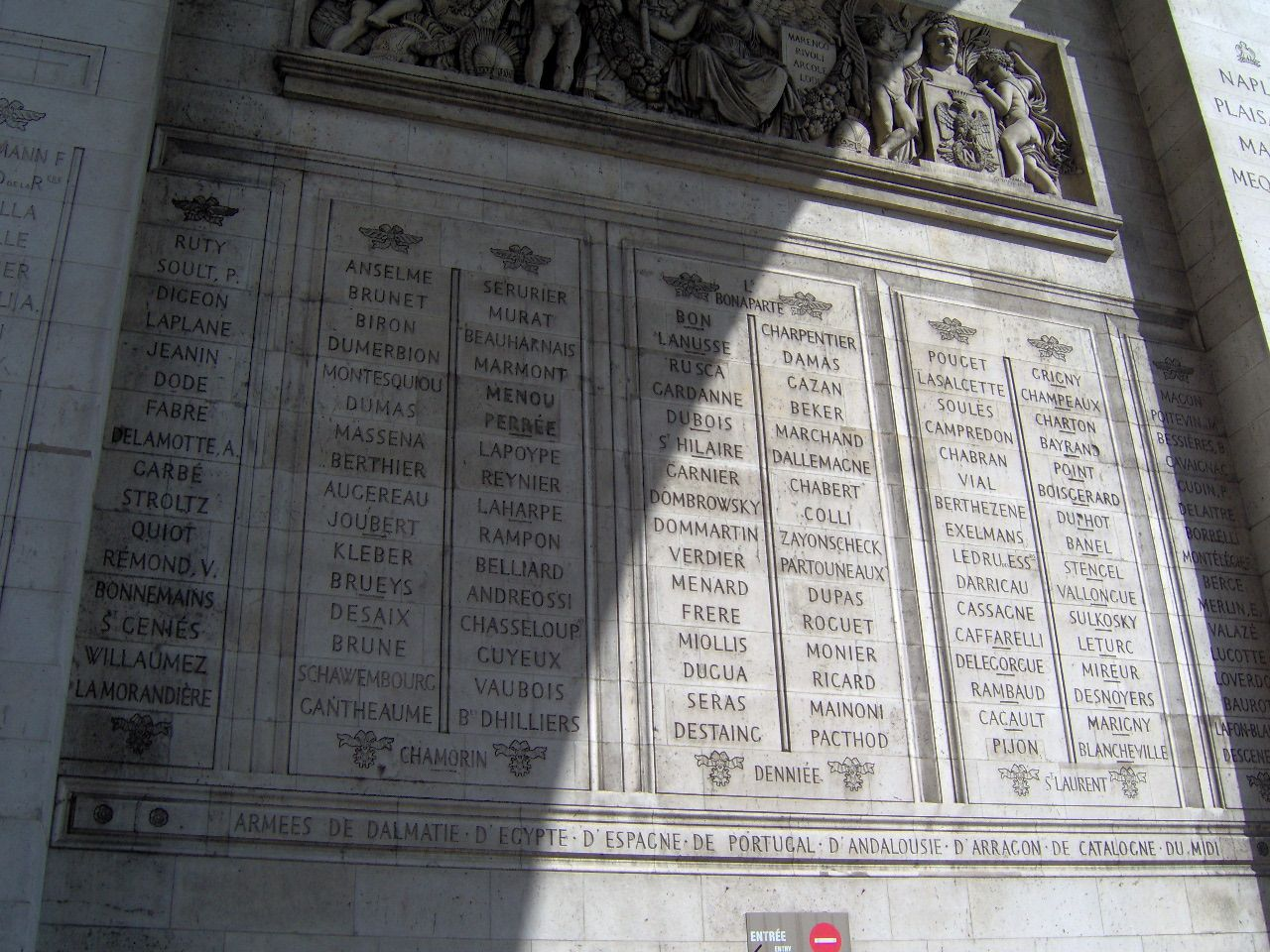
Pilastro sud.
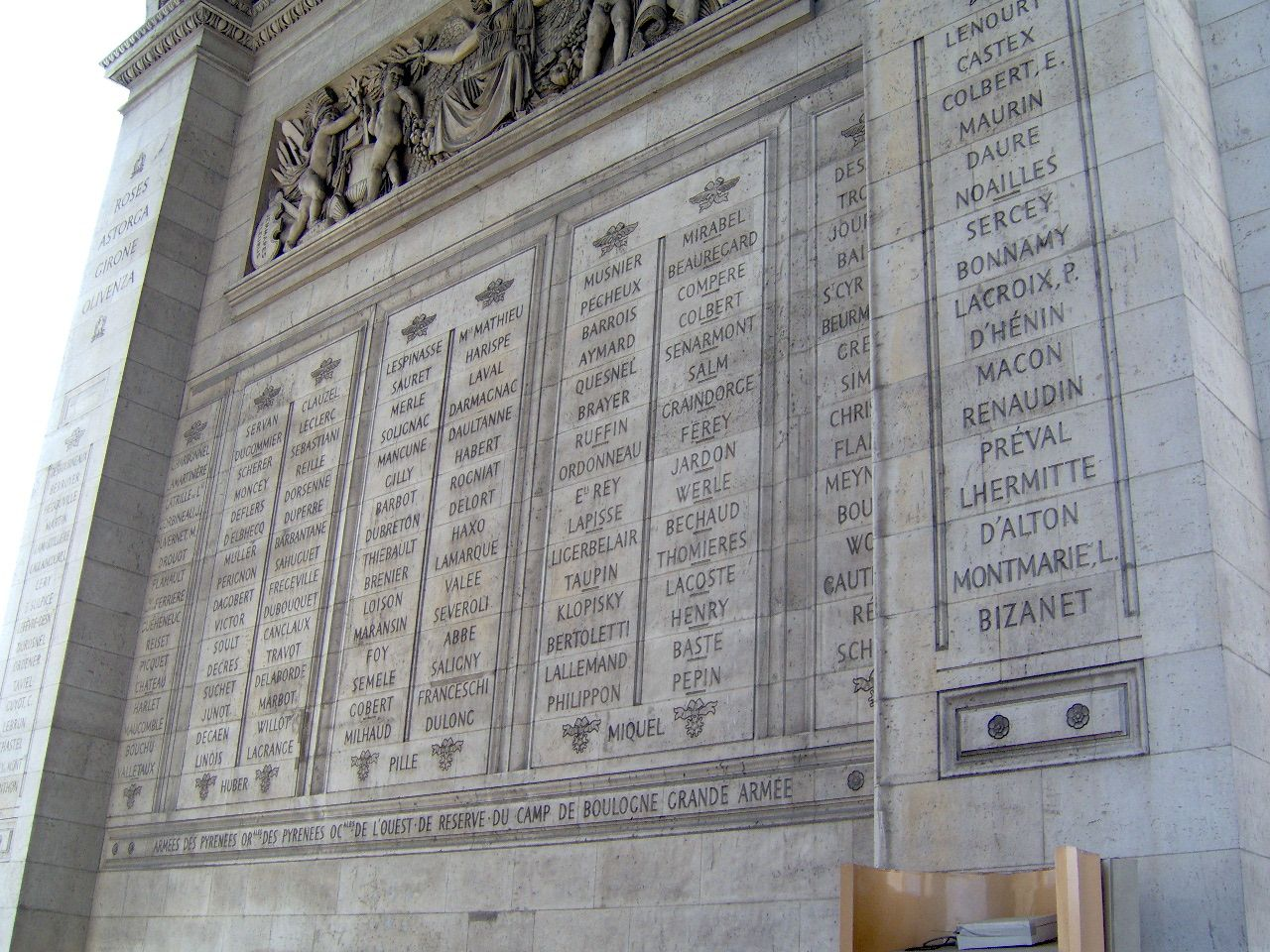
Pilastro ovest.

- Quattro bassorilievi si situano appena sopra i nomi:
  - Attributi della vittoria del pilastro nord, di François Joseph Bosio. La scena rappresenta le battaglie di Austerlitz, Jena, Friedland, Ulma, Wagram ed Eylau.
  - Attributi della vittoria del pilastro est, di Valcher. La scena rappresenta le battaglie di Alessandria, Piramidi, Abukir e Heliopolis.
  - Attributi della vittoria del pilastro sud, di Antoine-François Gérard. La scena rappresenta le battaglie di Marengo, Rivoli, Arcole e Lodi.
  - Attributi della vittoria del pilastro ovest, di Jean-Joseph Espercieux. La scena rappresenta le battaglie di Jemmapes e Fleurus.

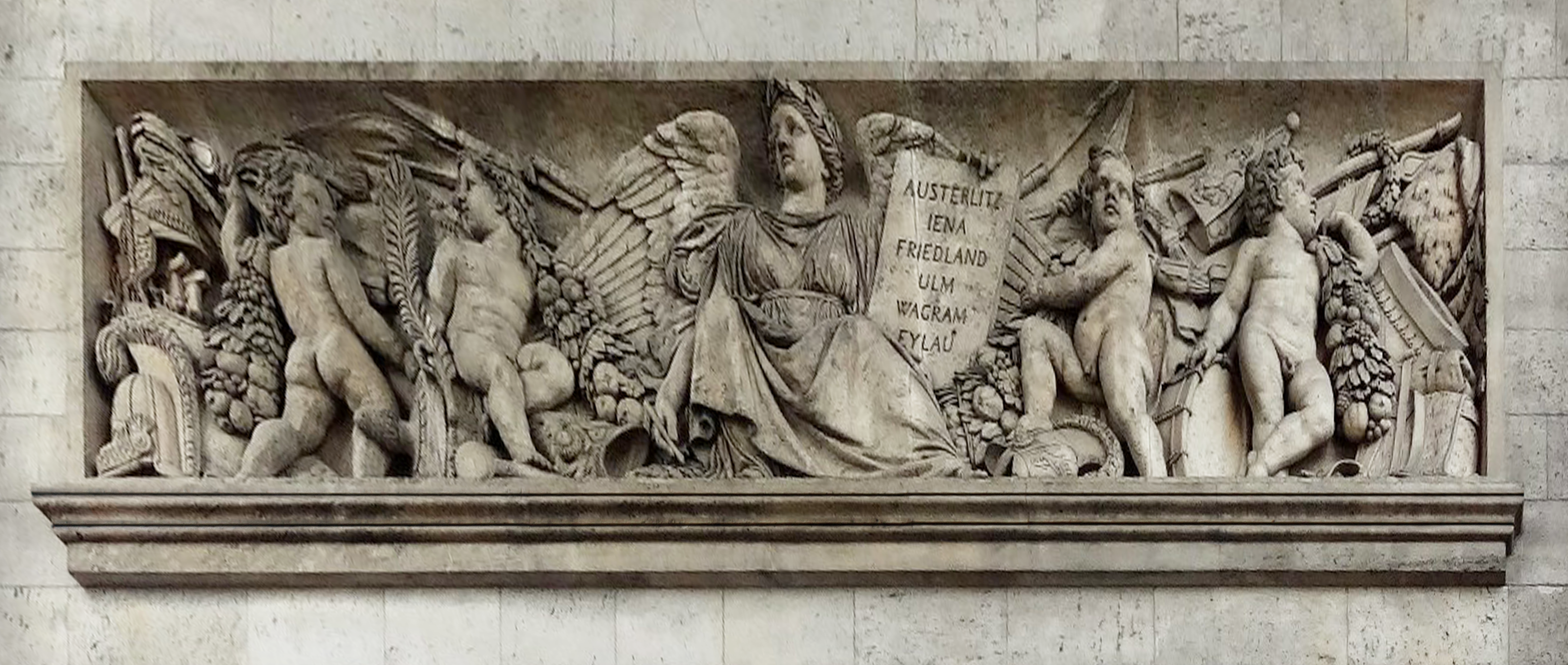
Attributi della vittoria del pilastro nord.
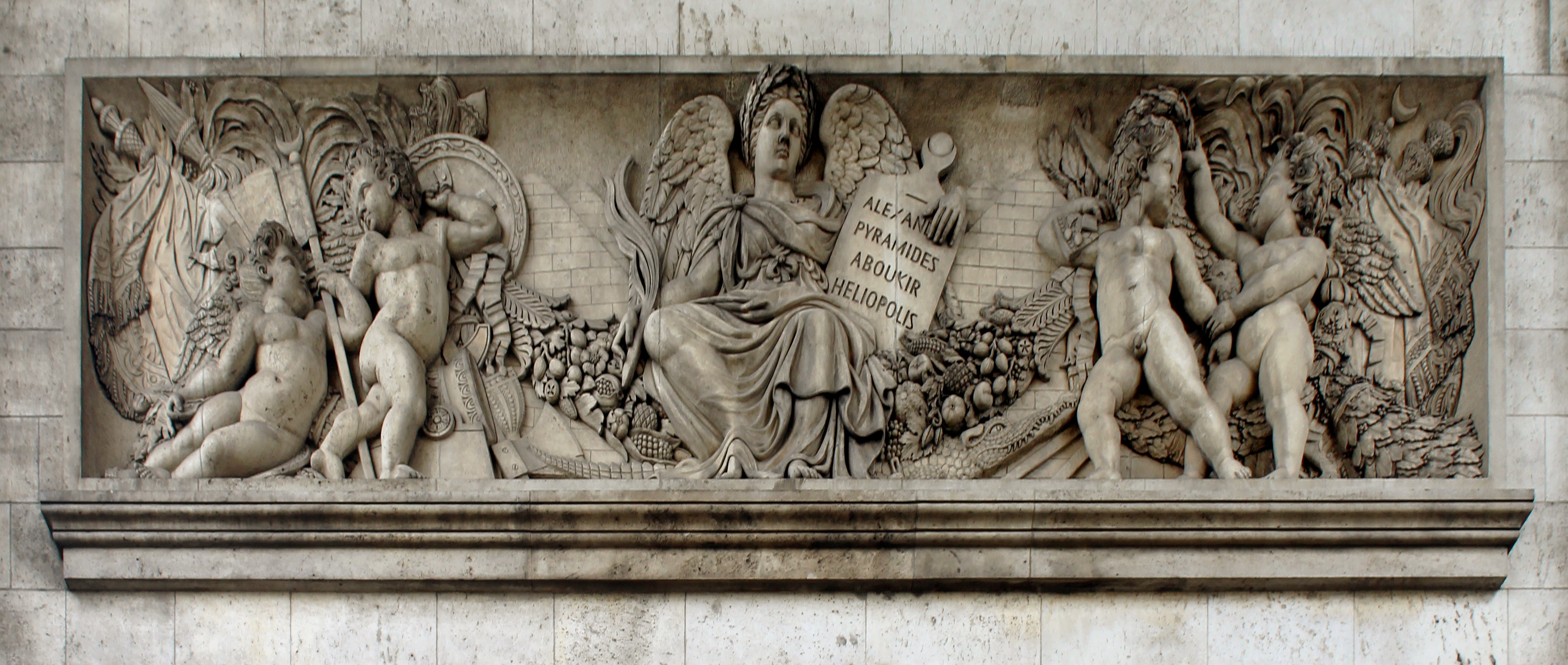
Attributi della vittoria del pilastro est.
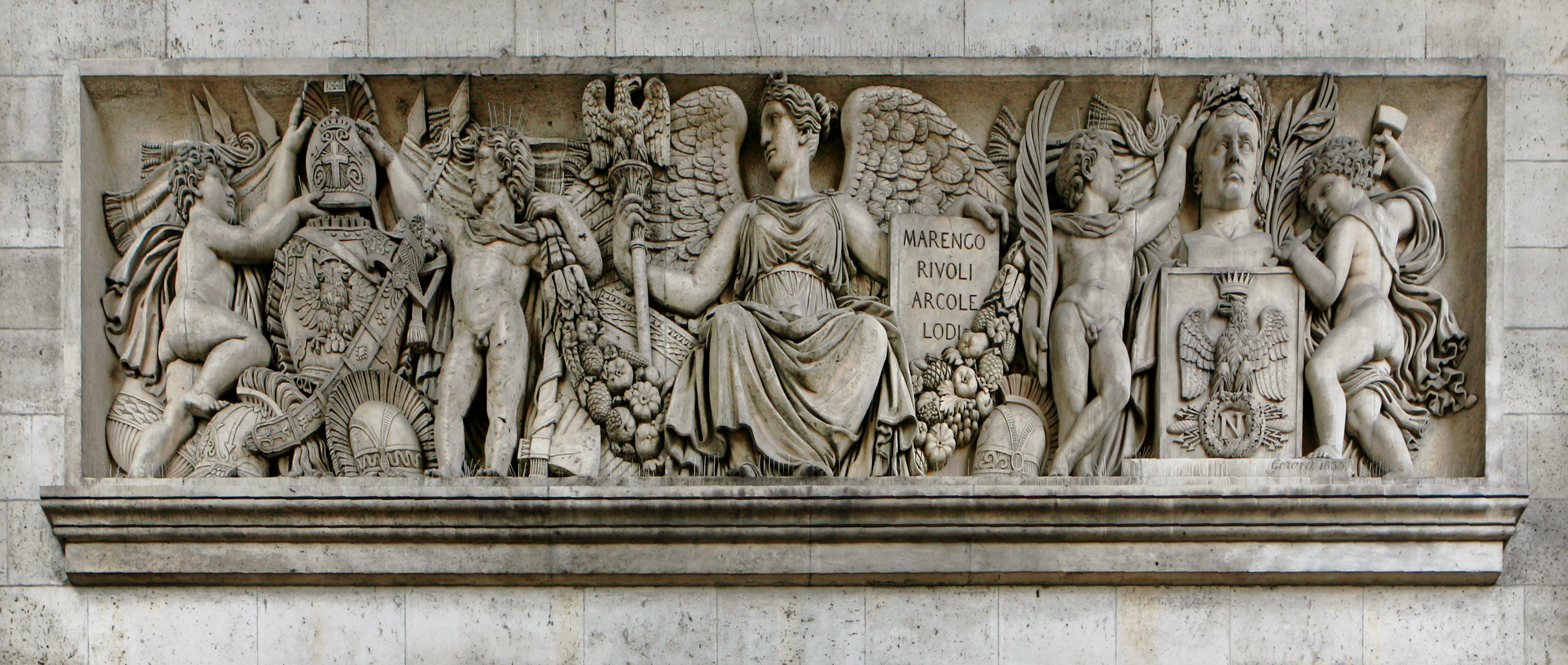
Attributi della vittoria del pilastro sud.
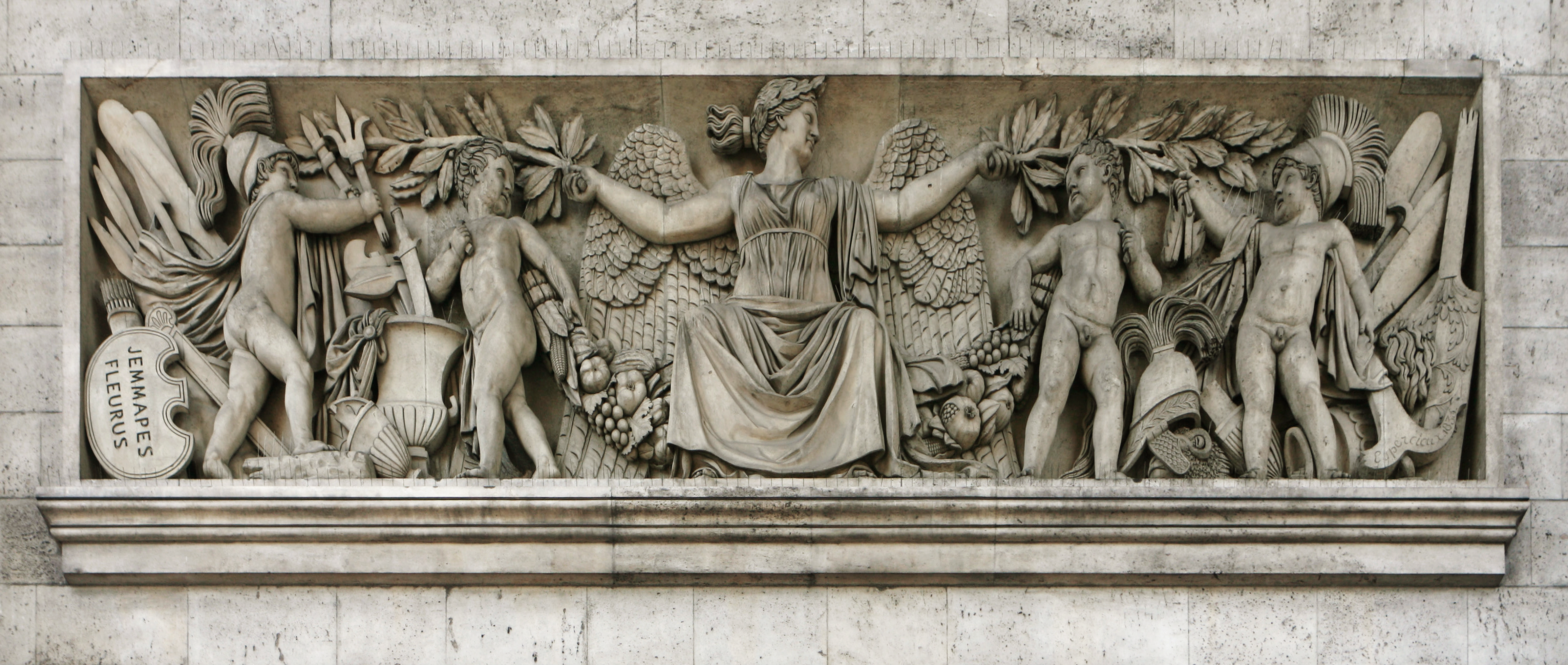
Attributi della vittoria del pilastro ovest.

- Il monumento è circondato da cento colonnine di granito che simbolizzano i Cento giorni.
- Il monumento è aperto tutti i giorni dalle 10:00 alle 22:30.[3]

## Galleria cronologica

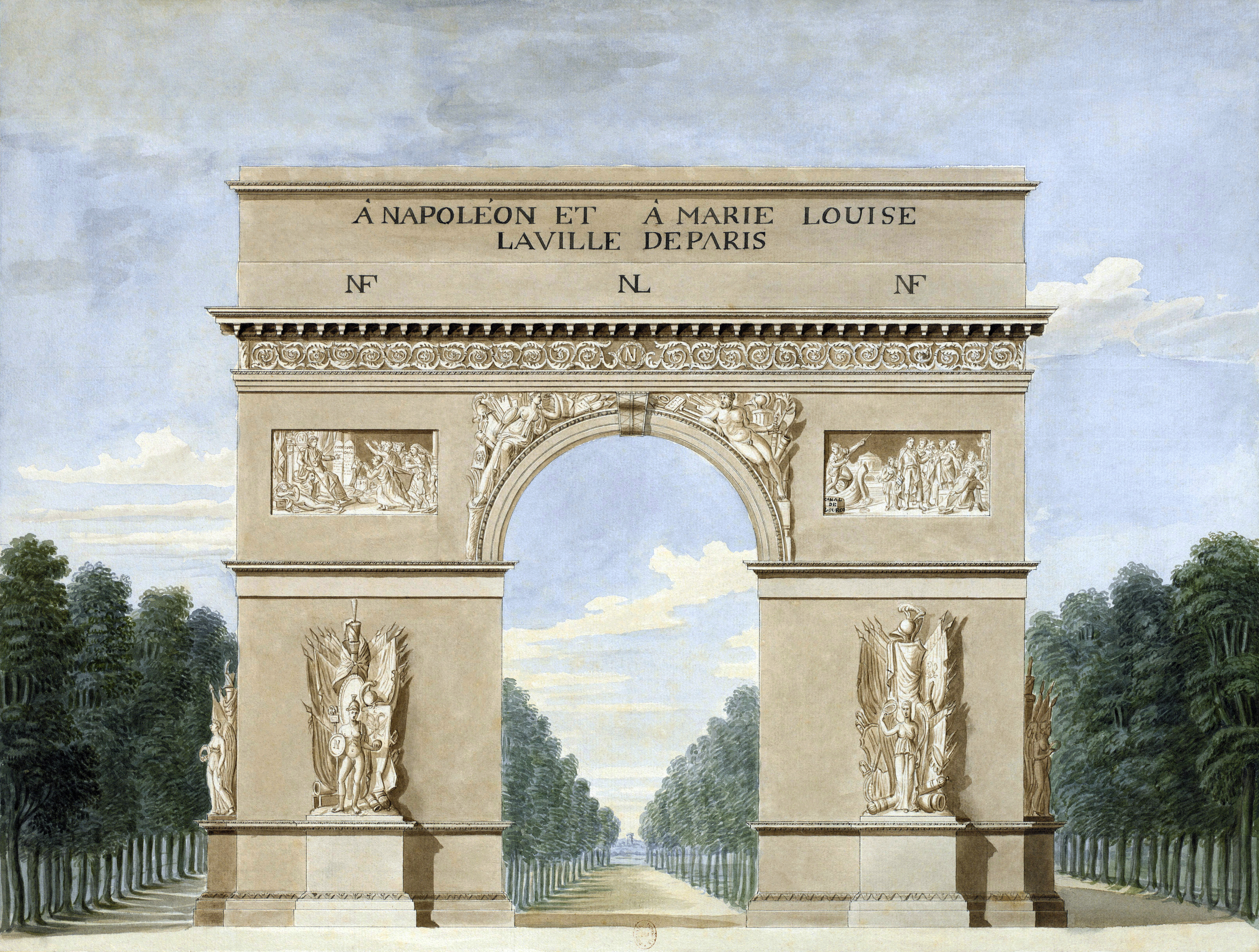
2 aprile 1810: modello in legno realizzato in occasione dell'ingresso di Napoleone e Maria Luisa.
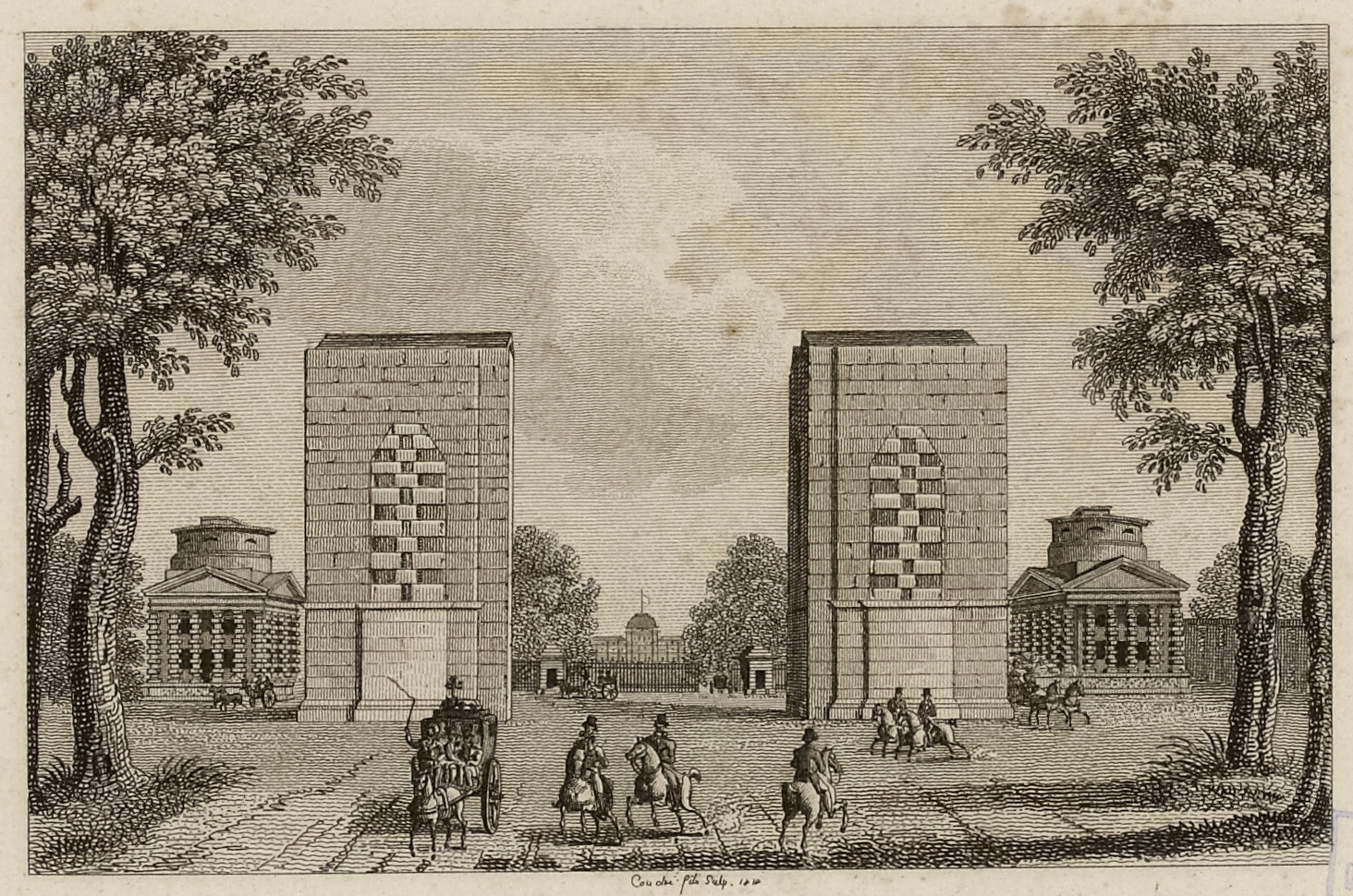
1818: l'Arco di Trionfo in costruzione in piazza della Stella.
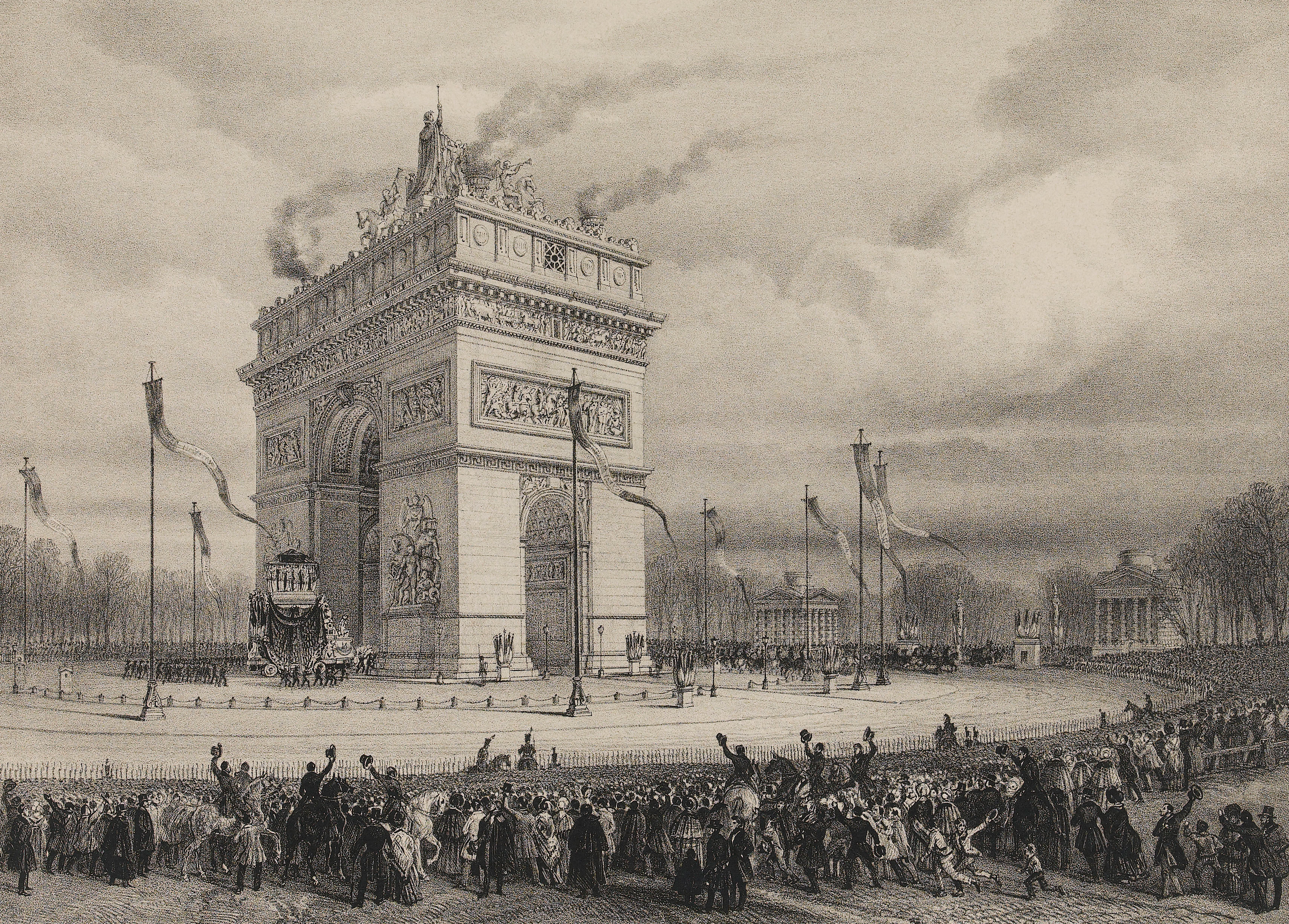
15 dicembre 1840: le ceneri di Napoleone ritornano a Parigi dall'Isola di Sant'Elena, qui il carro funebre mentre passa sotto l'Arco di Trionfo.
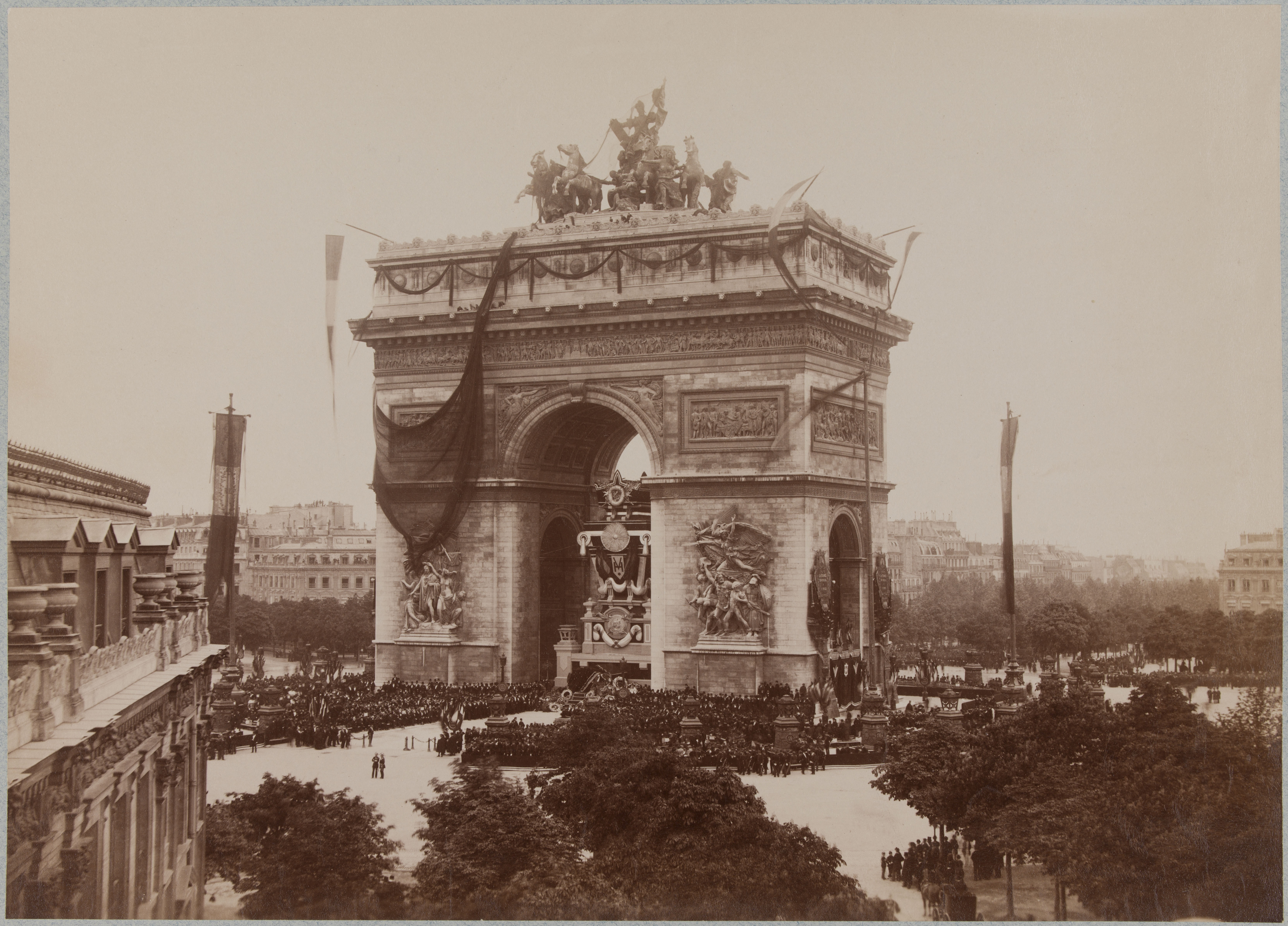
31 maggio 1885: funerali di stato di Victor Hugo.
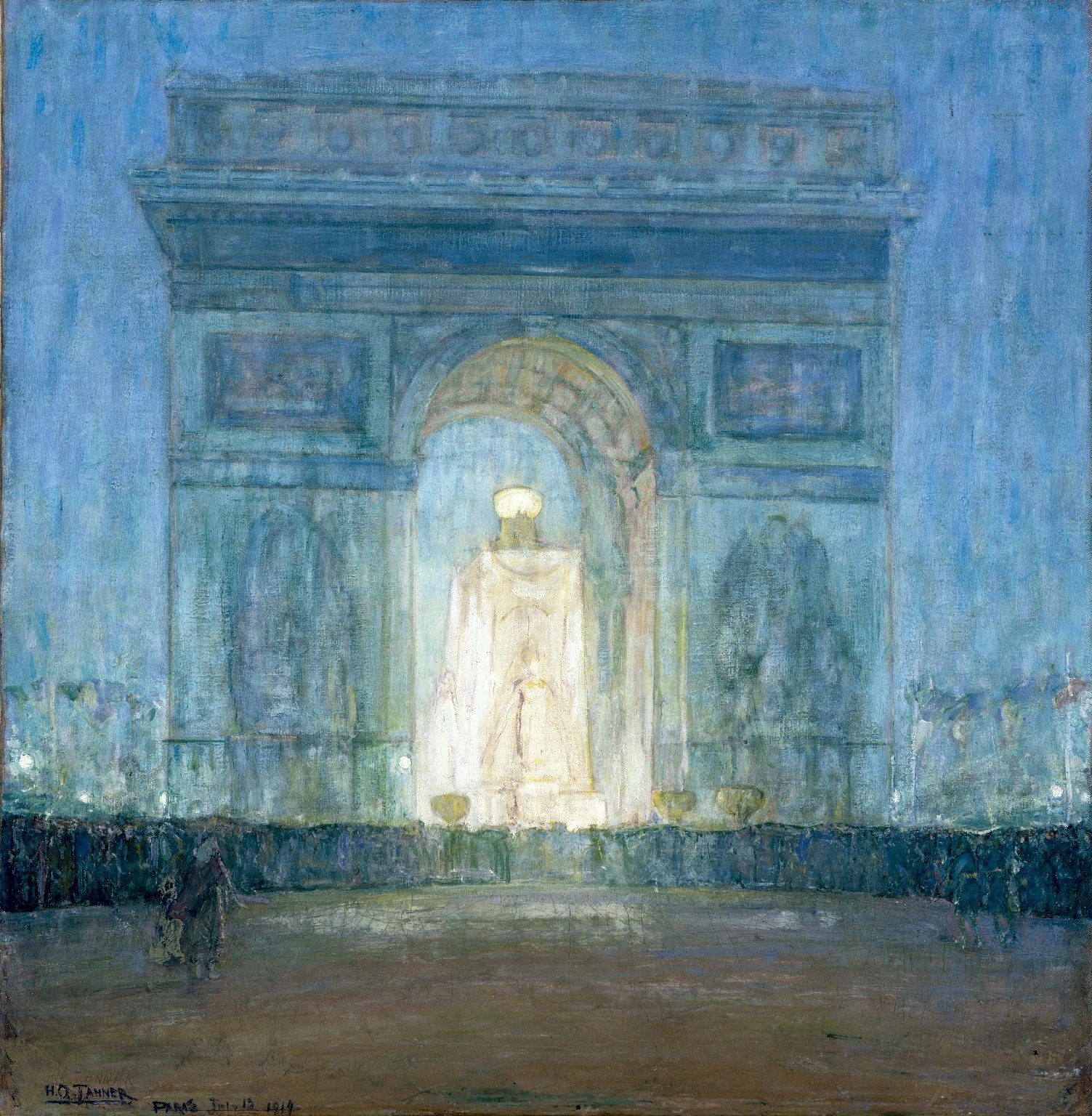
13 luglio 1919: The Arch, di Henry Ossawa Tanner. Commemorazione dei caduti nella prima guerra mondiale.
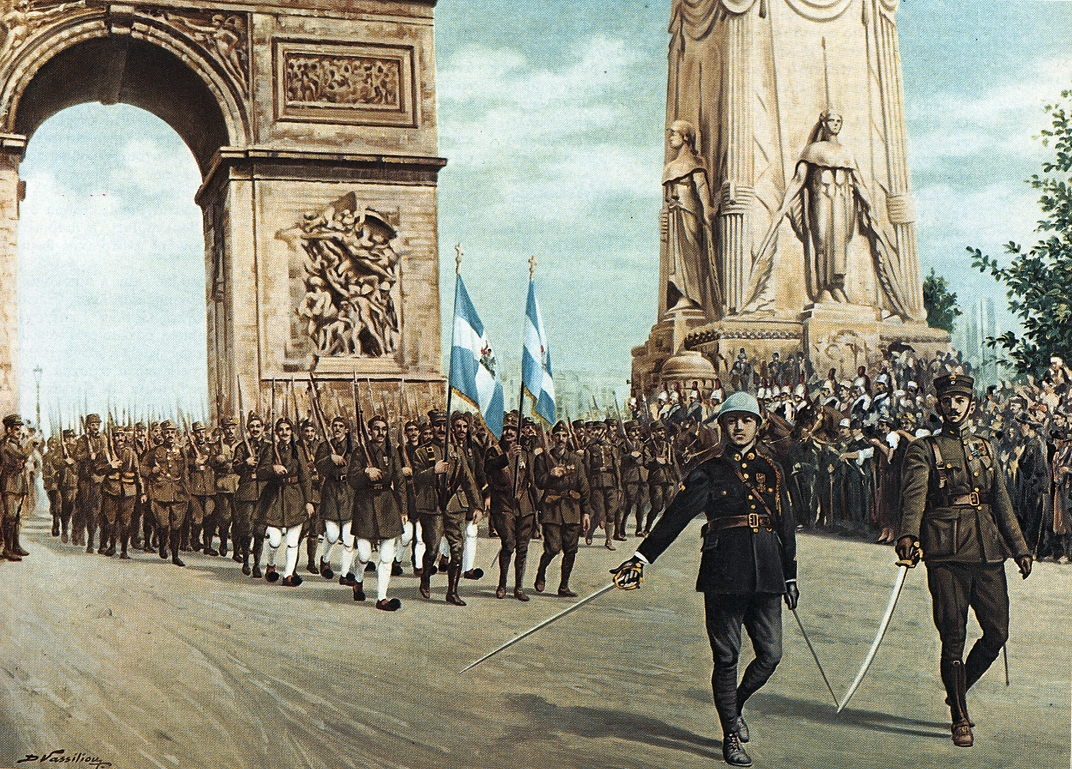
14 luglio 1919: truppe greche in sfilata a Parigi presso l'Arco di Trionfo in festeggiamento alla vittoria della prima guerra mondiale.
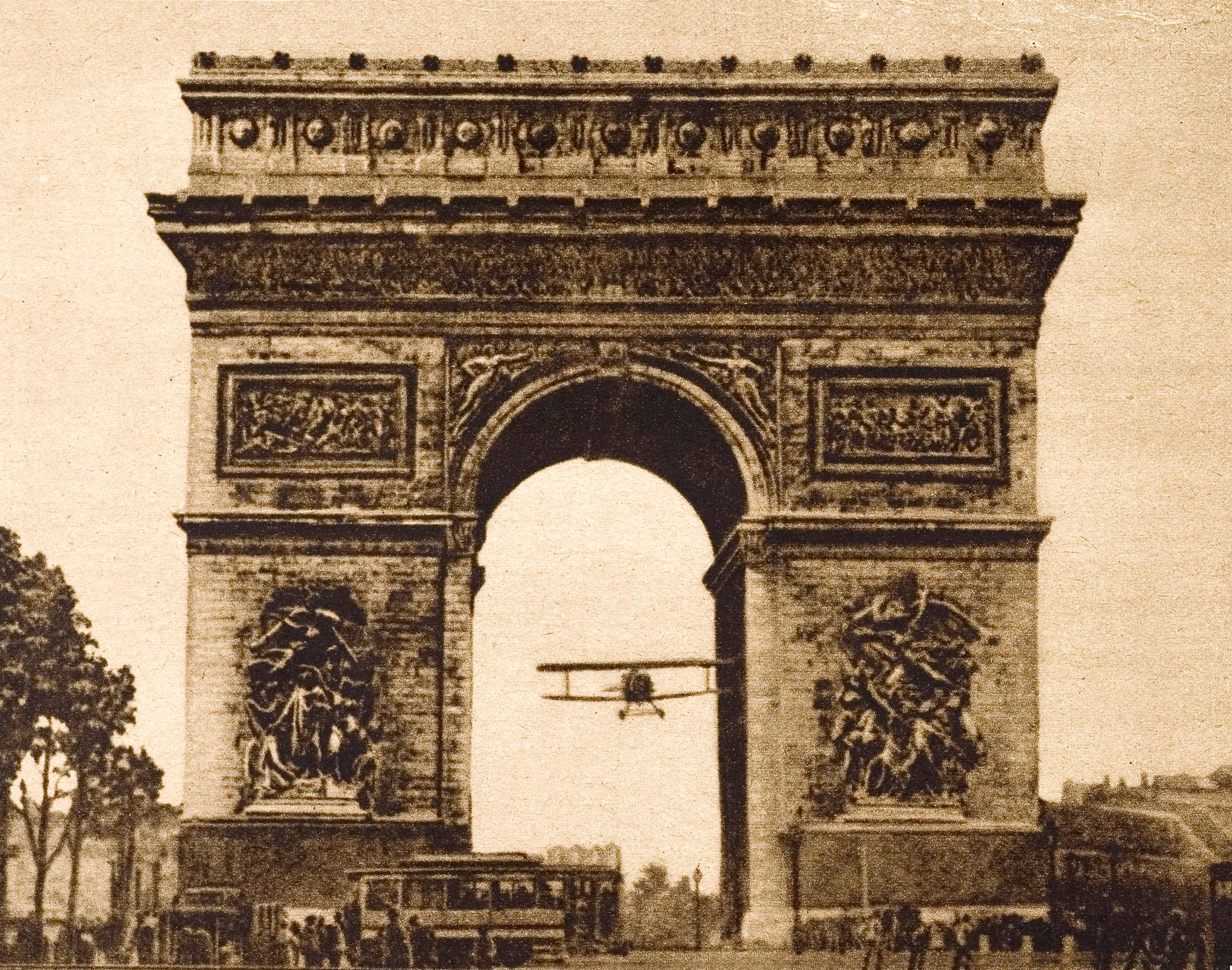
7 agosto 1919: Charles Godefroy vola traverso l'Arco di Trionfo.
1921: veduta aerea di Parigi, centrata sull'Arco di Trionfo.
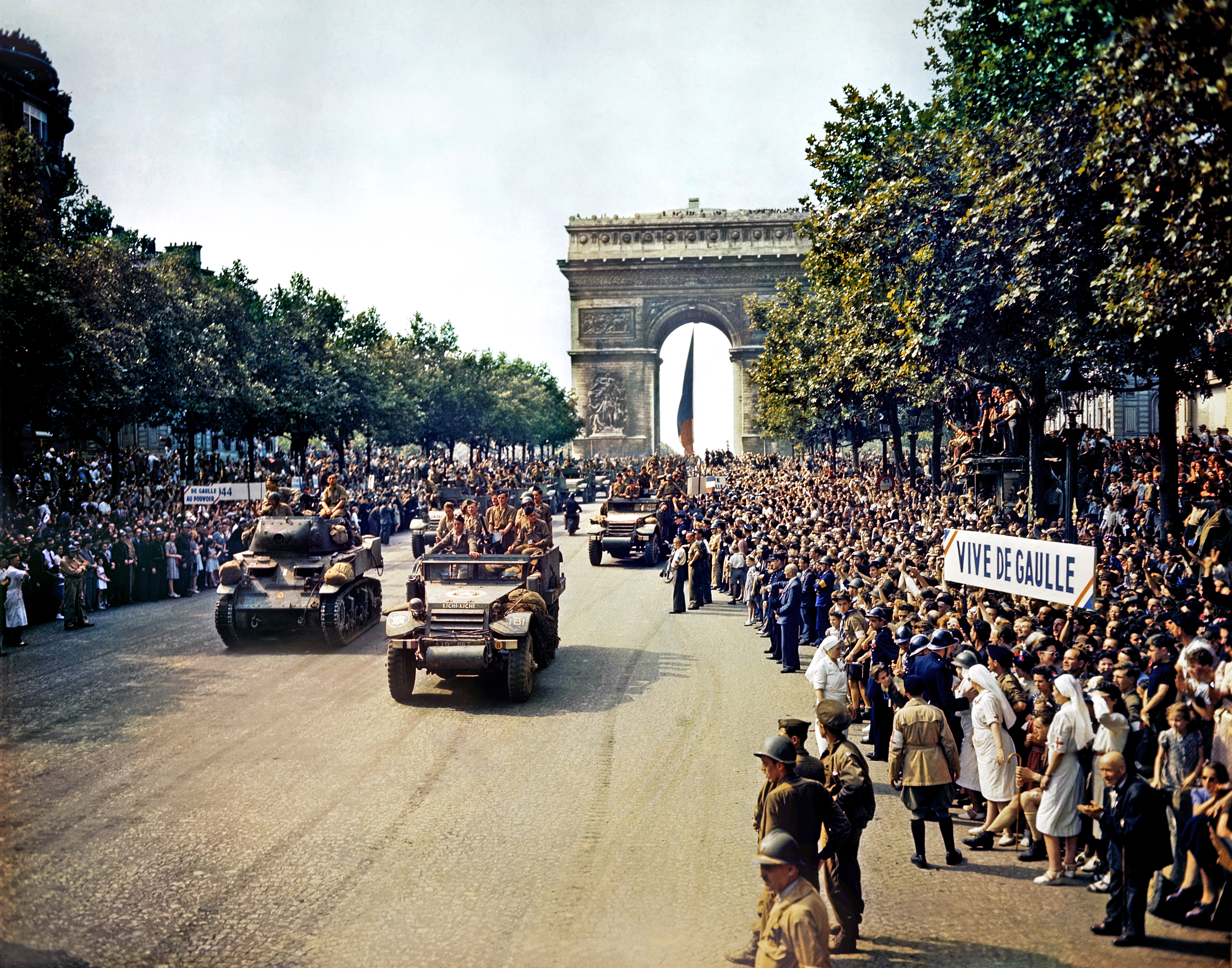
24 agosto 1944: truppe francesi della France libre in sfilata dopo la liberazione di Parigi.
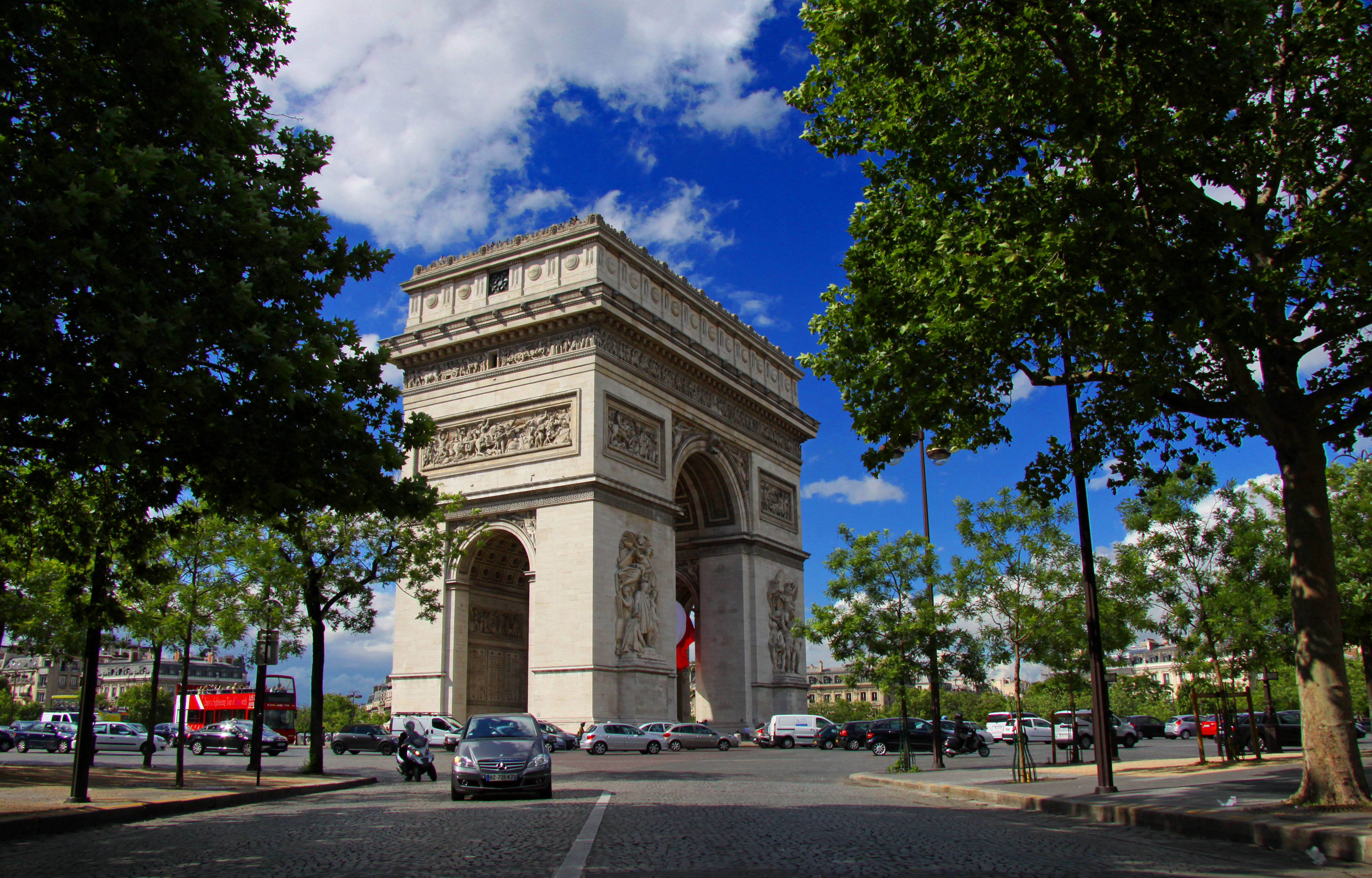
7 giugno 2012: l'Arco di Trionfo visto dall'avenue d'Iéna.
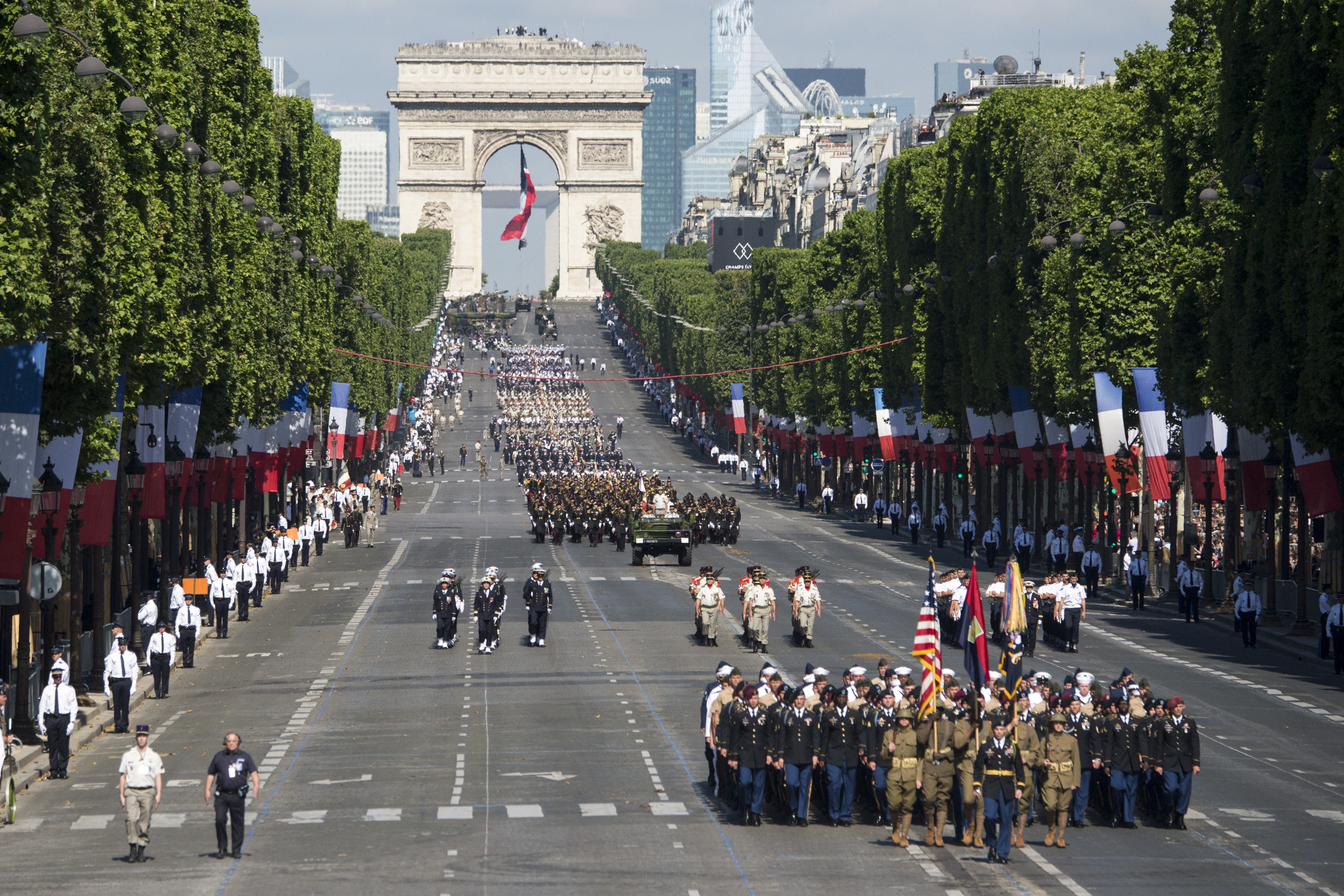
14 luglio 2017: parata militare durante la festa nazionale francese.
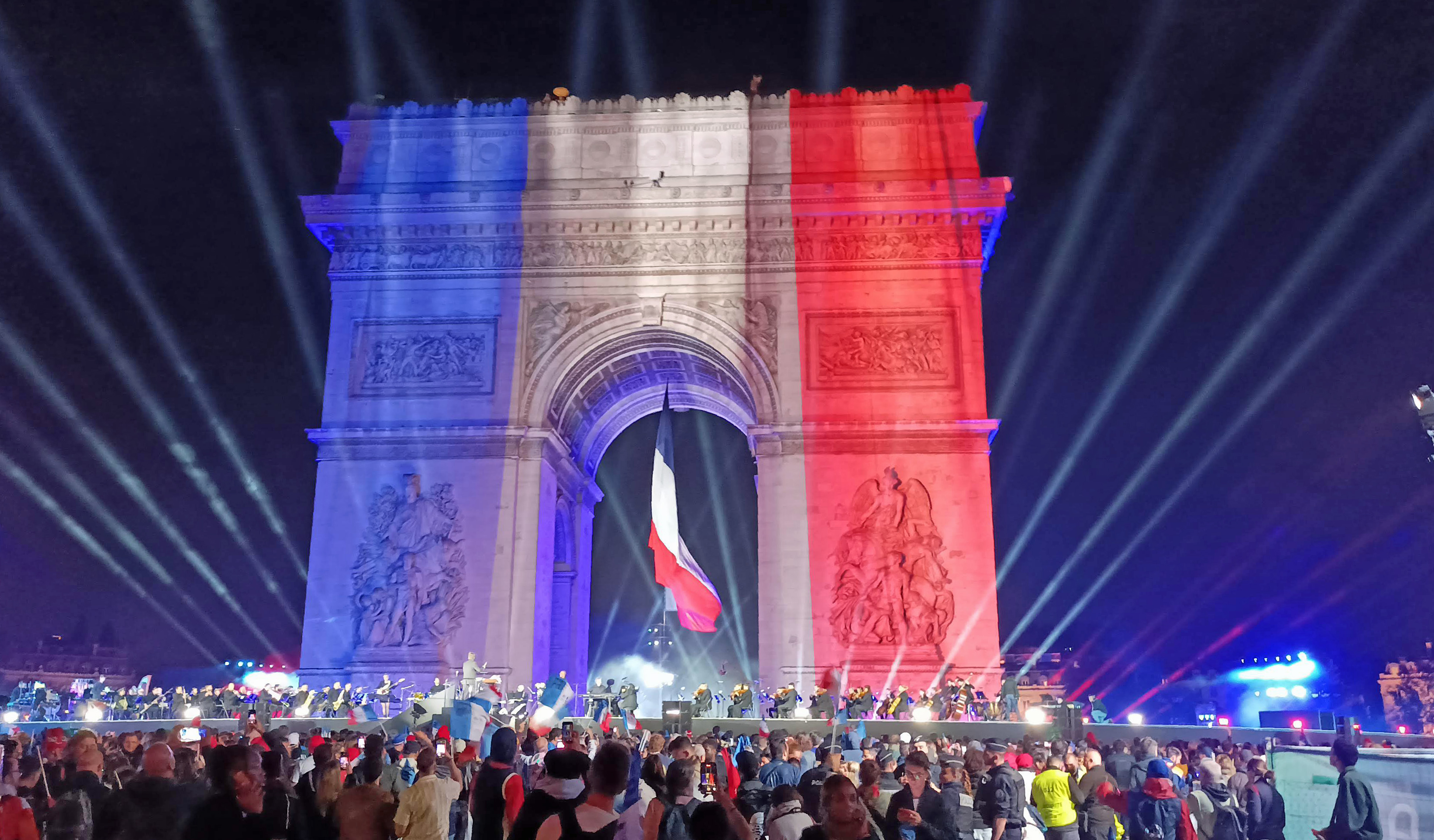
14 settembre 2024: illuminazione dell'Arco di Trionfo durante le Giochi della XXXIII Olimpiade a Parigi.